# Église Saint-Pierre de Dreux
Pour les articles homonymes, voir Église Saint-Pierre.
L'église Saint-Pierre est une église catholique située à Dreux, dans le département français d'Eure-et-Loir, en région Centre-Val de Loire. Réalisé entre le XIIIe siècle et le XVIIe siècle, l'édifice que l'on voit aujourd'hui est surtout représentatif du style Louis XII et du gothique des temps modernes.
L'église Saint-Pierre figure sur la liste des monuments historiques protégés en 1840.

## Historique
La construction de l'édifice s'étale du XIIIe siècle au XVIIe siècle. La plus grande partie, celle qui est visible actuellement, a été bâtie au XVe siècle, après la Guerre de Cent Ans et les destructions dues au siège de 1421 par Henri V d'Angleterre. Tout en travaillant à l'édification du beffroi de la ville, Clément Métezeau, réalise dès 1524 la façade restée inachevée qui illustre aujourd'hui encore ce qu'on appellera a posteriori le style Louis XII.
Au début du XVIIe siècle, on ajoute le bras sud du transept qui accueillera l'orgue sous le Second Empire. Cette dernière partie à l'élévation extérieure de style classique, reprend pourtant les grandes lignes intérieures de l'architecture médiévale, afin de ne pas créer de rupture avec le reste de l'édifice, et reste typique du gothique des temps modernes au même titre que la cathédrale d'Orléans, la nef inachevée de Narbonne ou encore le transept nord de Nantes.

La façade de Clément Métezeau (1524).
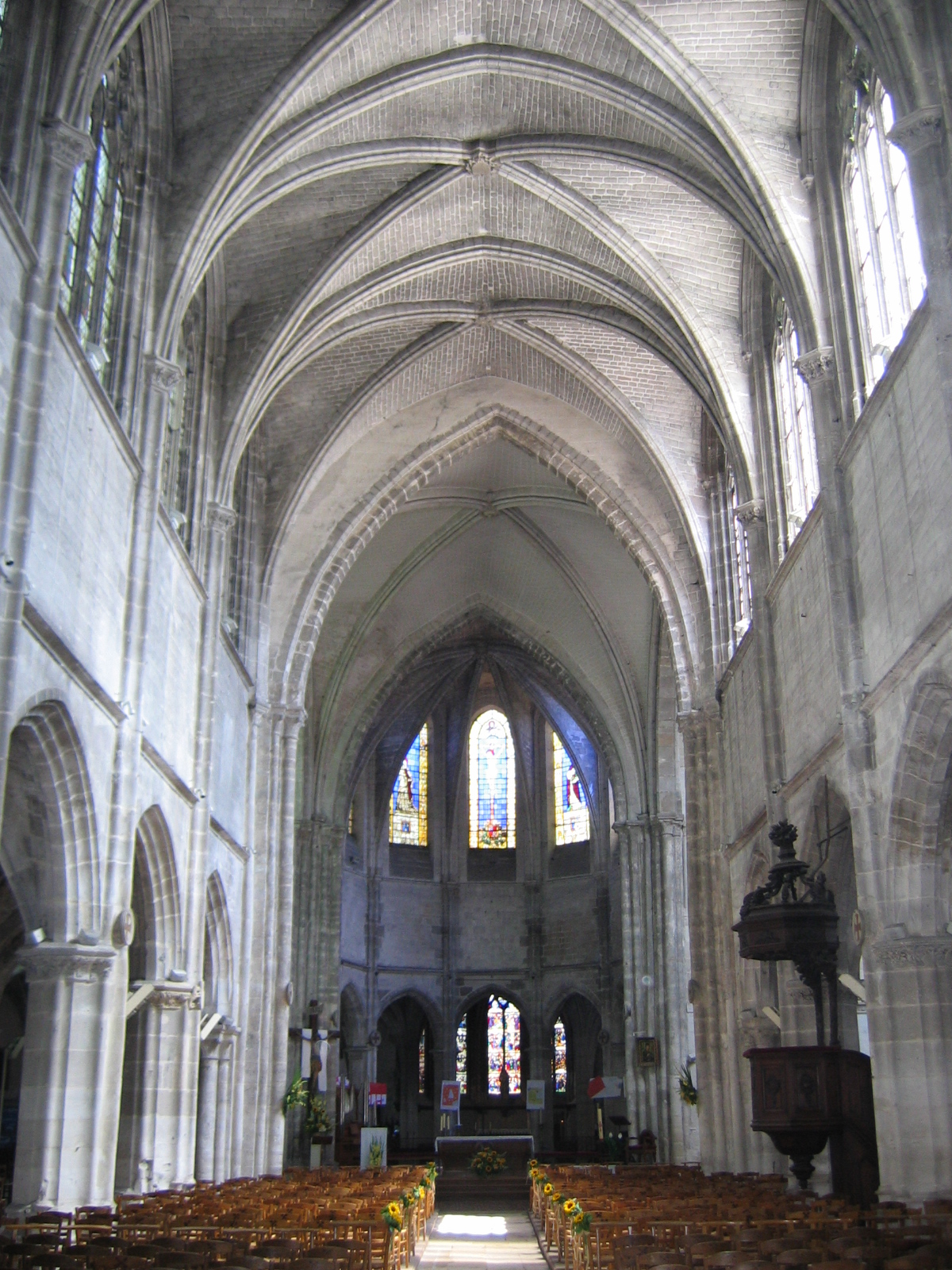
Nef de style gothique flamboyant (XVe siècle).
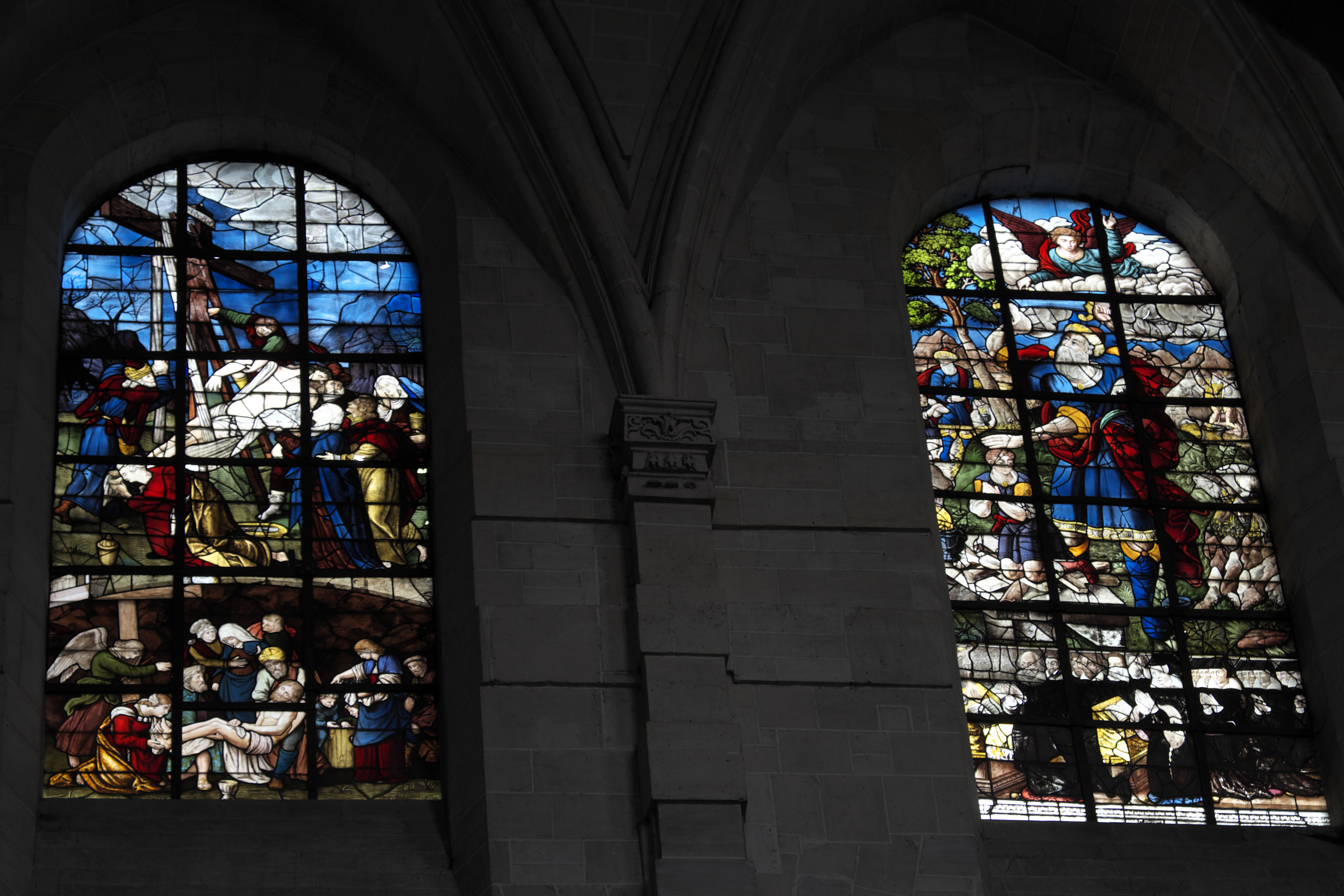
Détail du transept sud  typique du gothique des temps modernes (XVIIe siècle).
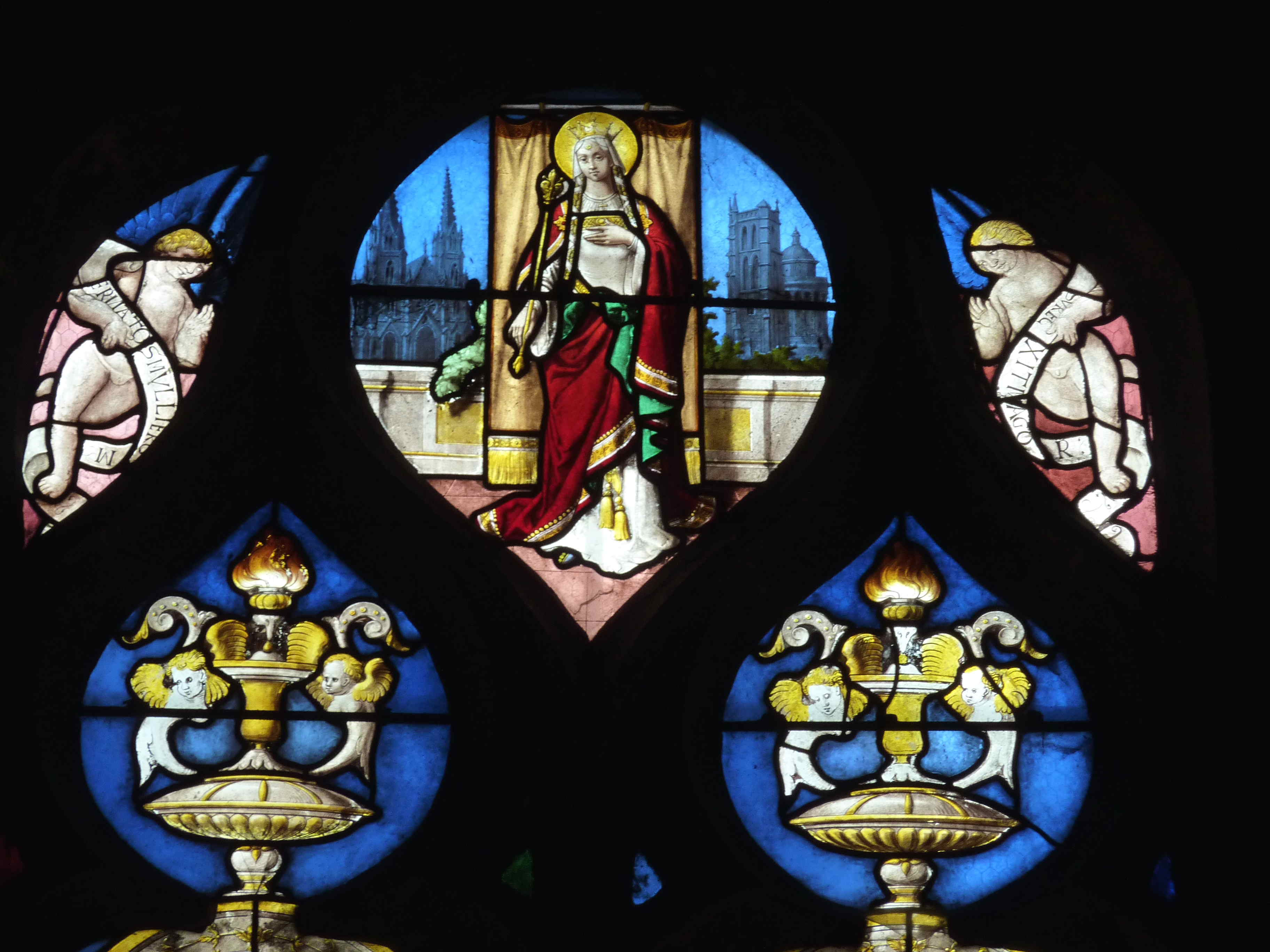
Vitrail de Sainte Clotilde, fin du XVe siècle (baie 023)[2].
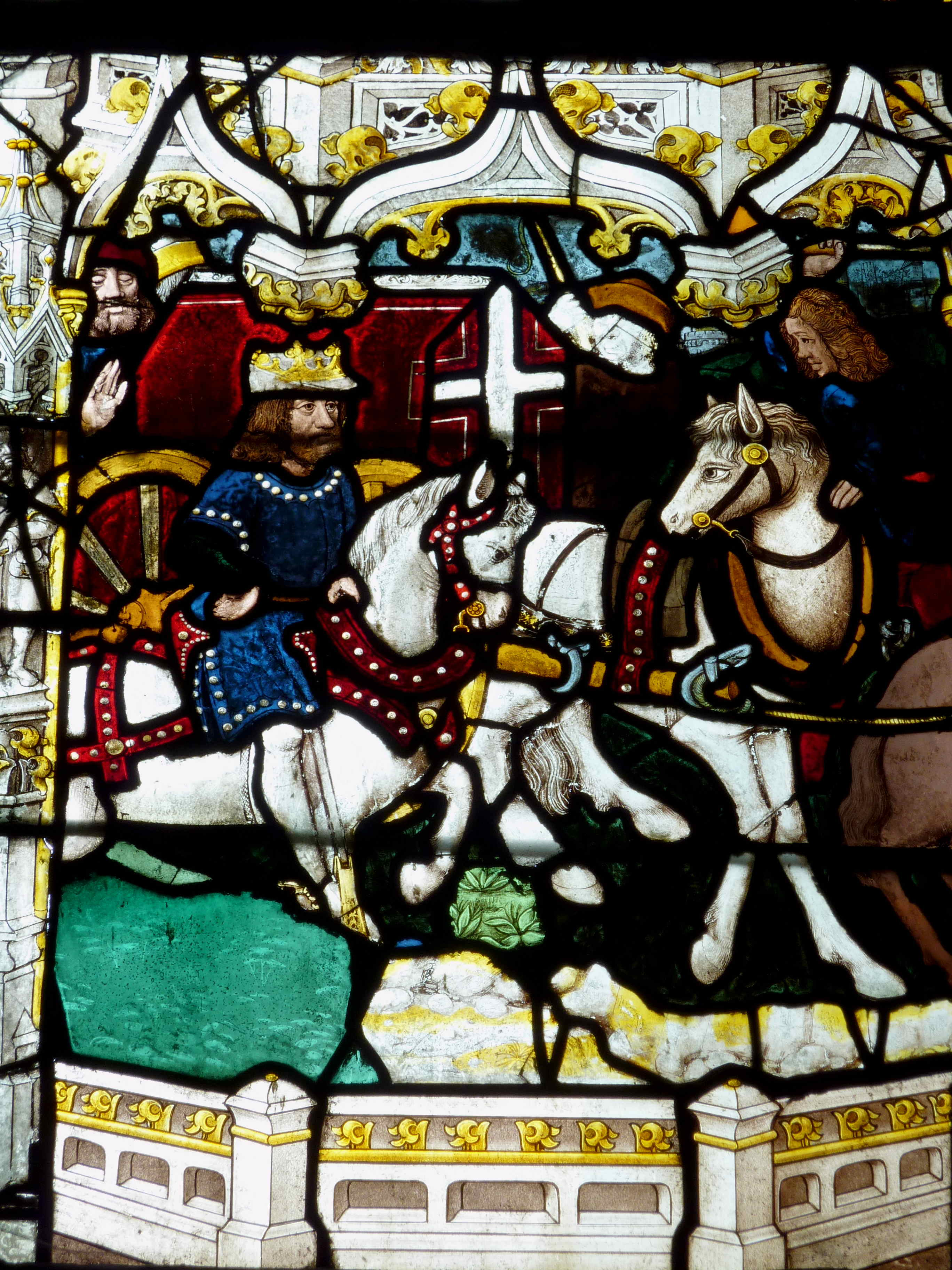
Légende de Saint Fiacre, fin du XVe siècle (baie 006)[3].

## Description

### Chapelles

#### Chapelles nord
Selon la disposition classique, le bas-côté nord s'ouvre par la chapelle des fonts baptismaux. Viennent ensuite les chapelles latérales Saint-Vincent (anciennement de la Charité), Sainte-Marie-Madeleine (vitrail de la Sainte Maison de Lorette), Saint-Fiacre, Sainte-Clotilde et les chapelles absidiales de l'Enfant-Jésus, de Notre-Dame-de-Pitié et du Sacré-Cœur.

Chapelles nord
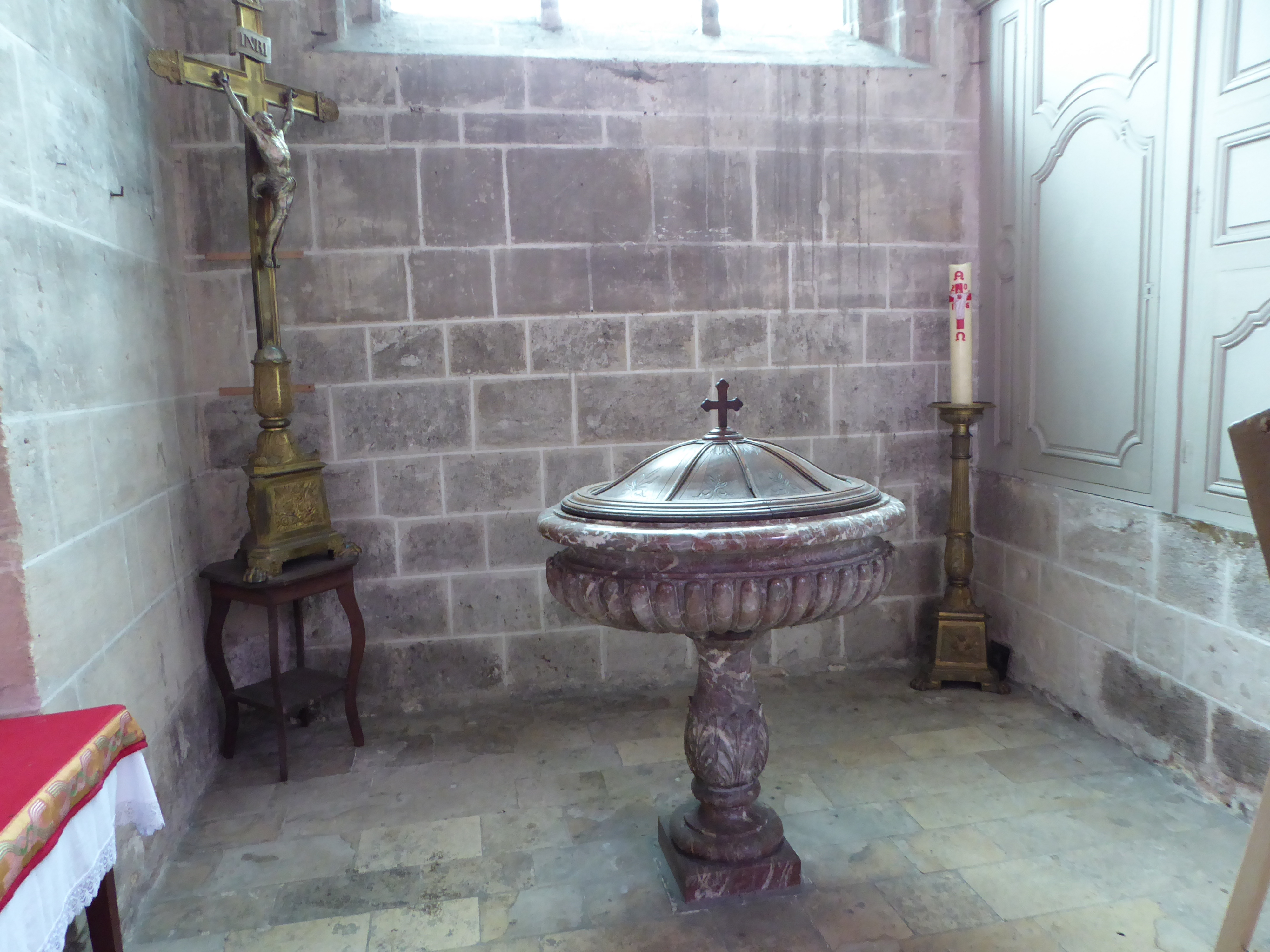
Fonts baptismaux vitrail de grisaille (baie 31)[4].
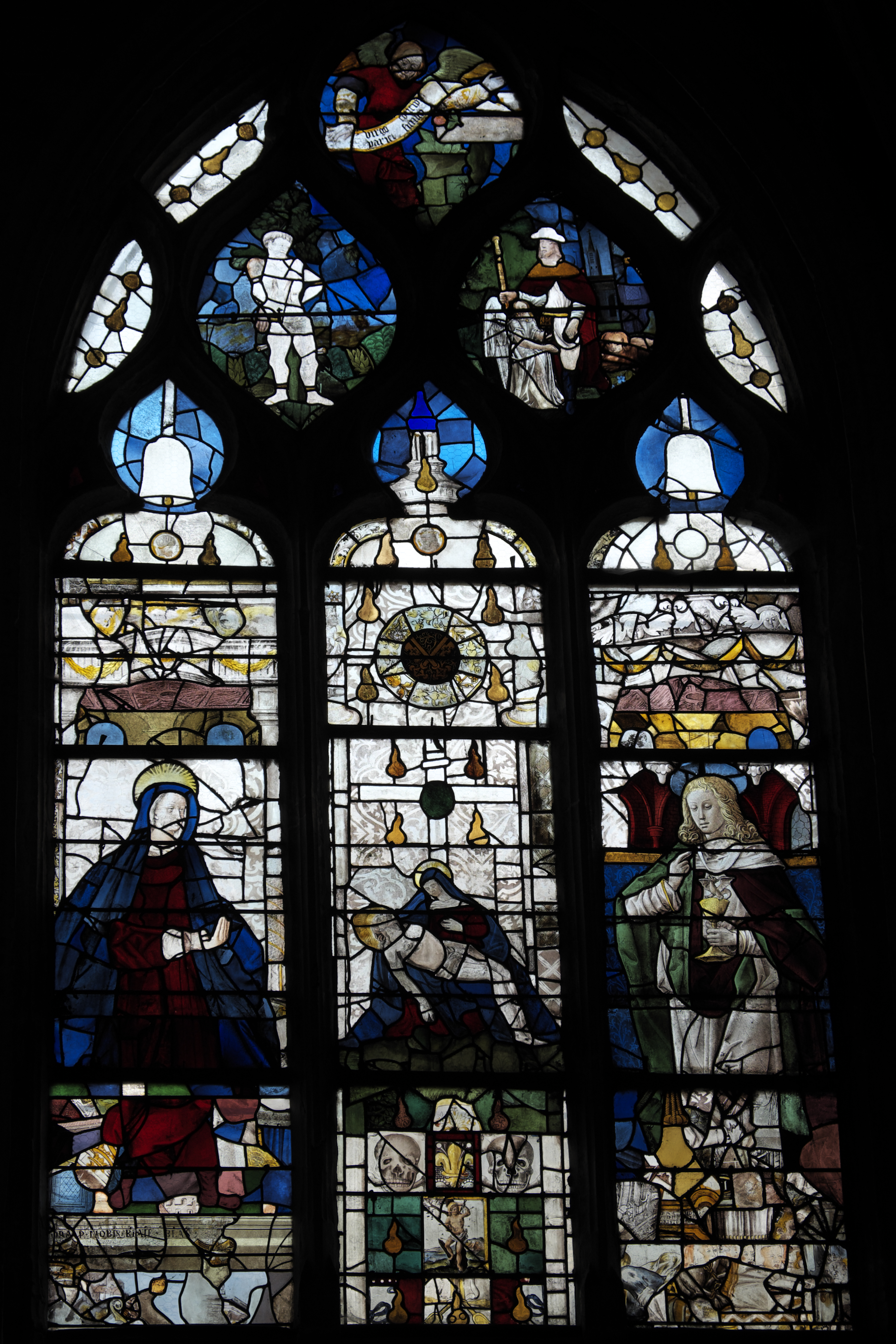
Chapelle Saint-Vincent (baie 29)[5].
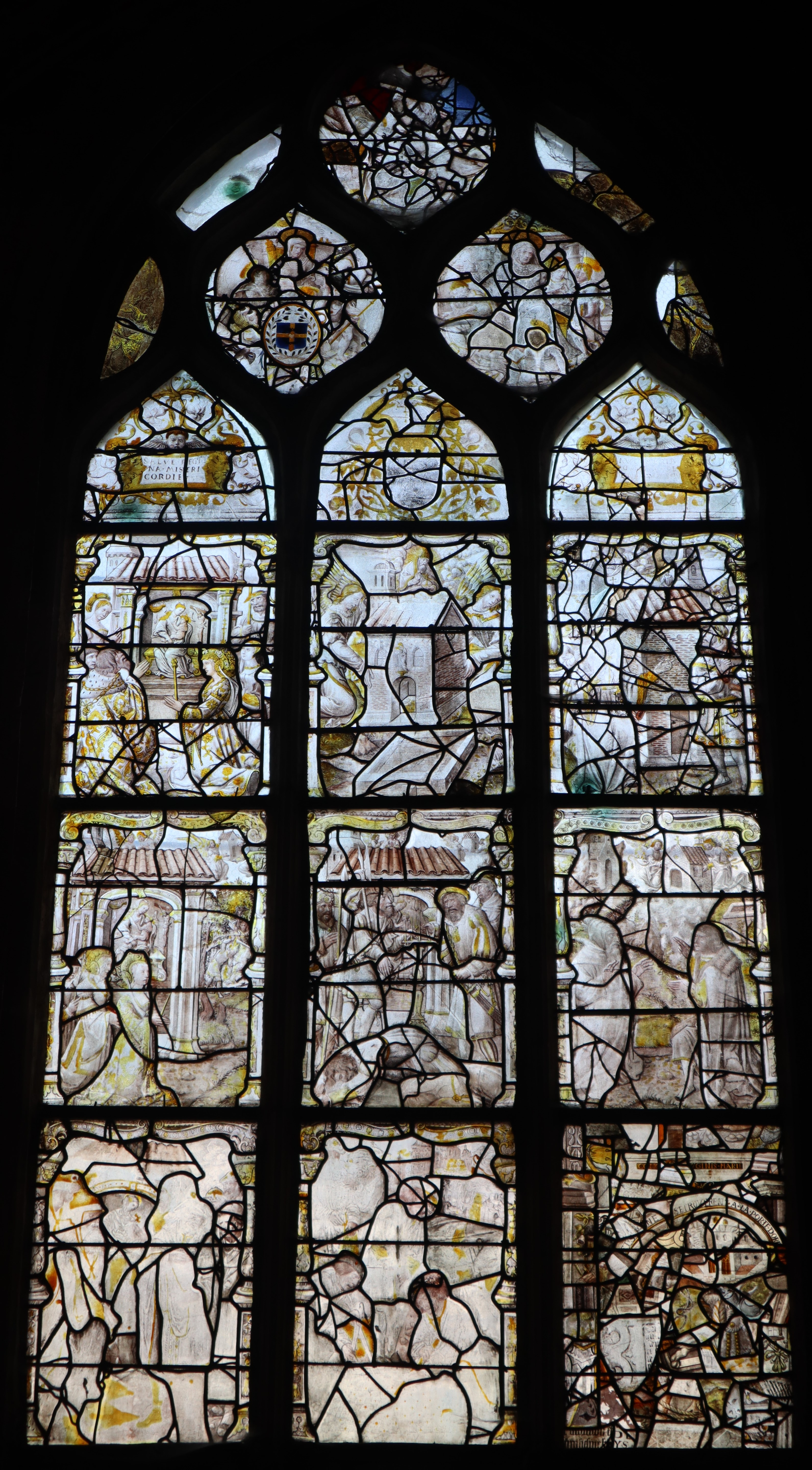
Vitrail de Lorette (baie 27)[6].
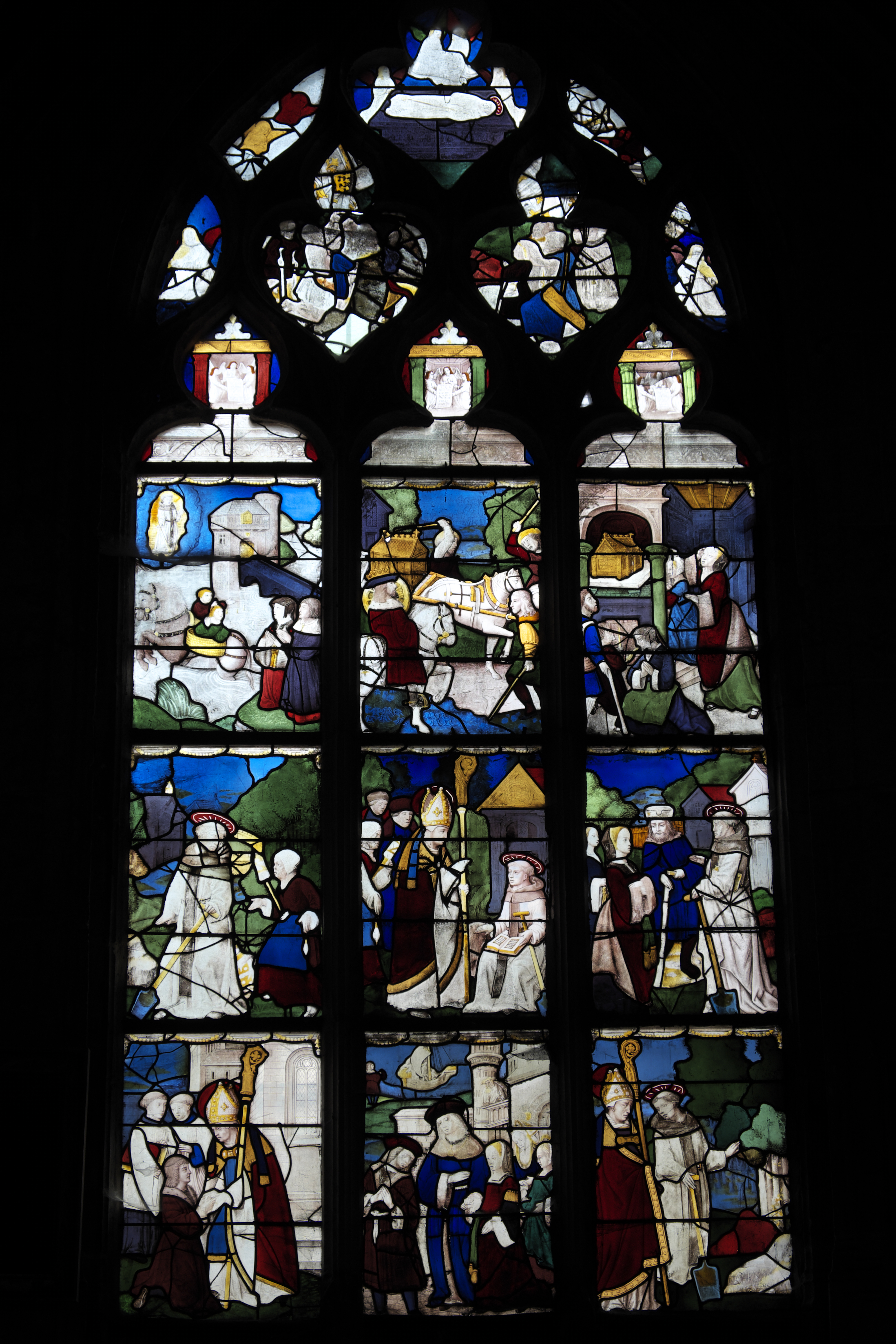
Vitrail de Saint-Fiacre (baie 25)[3].
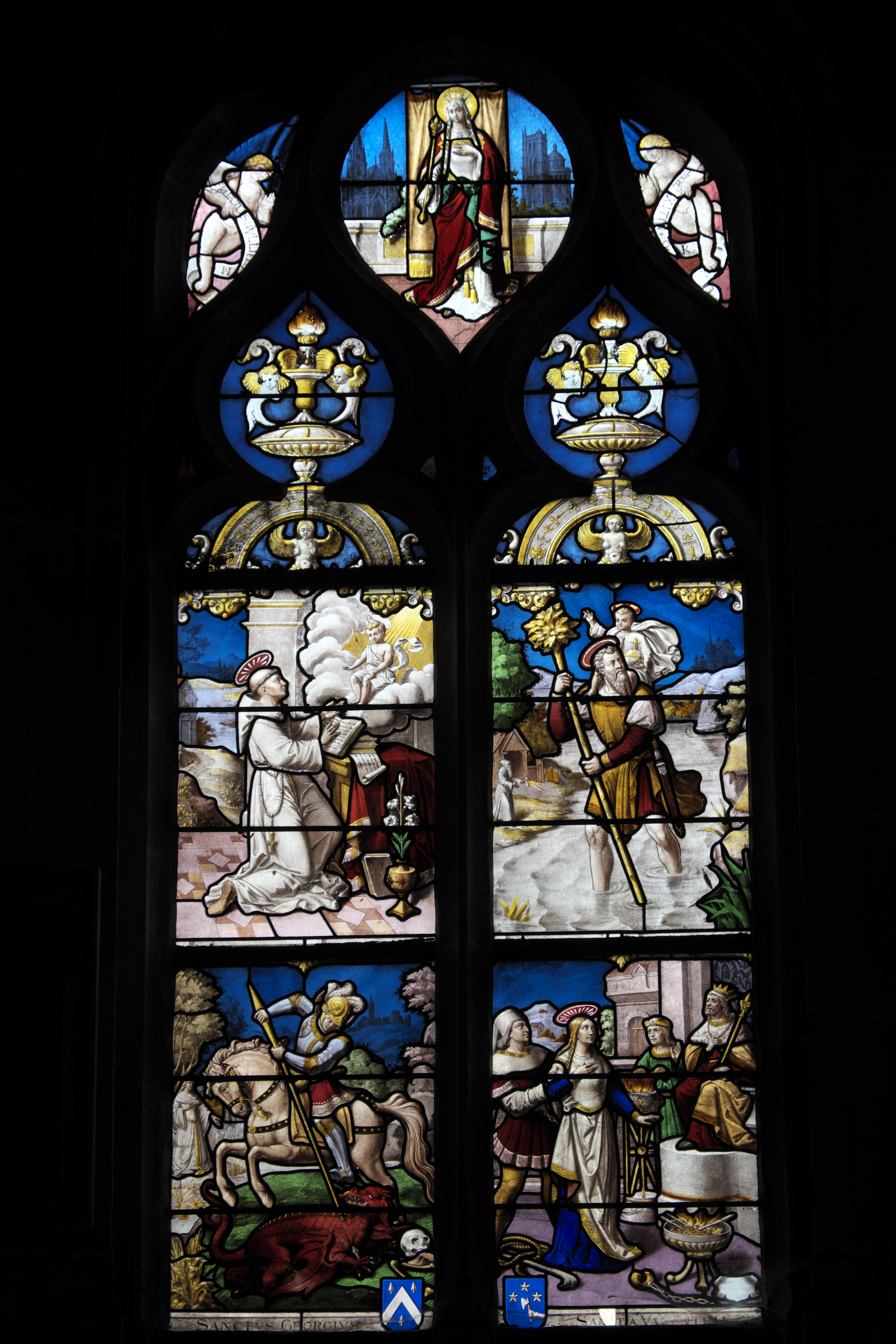
Vitrail de Sainte-Clotilde (baie 23)[2].
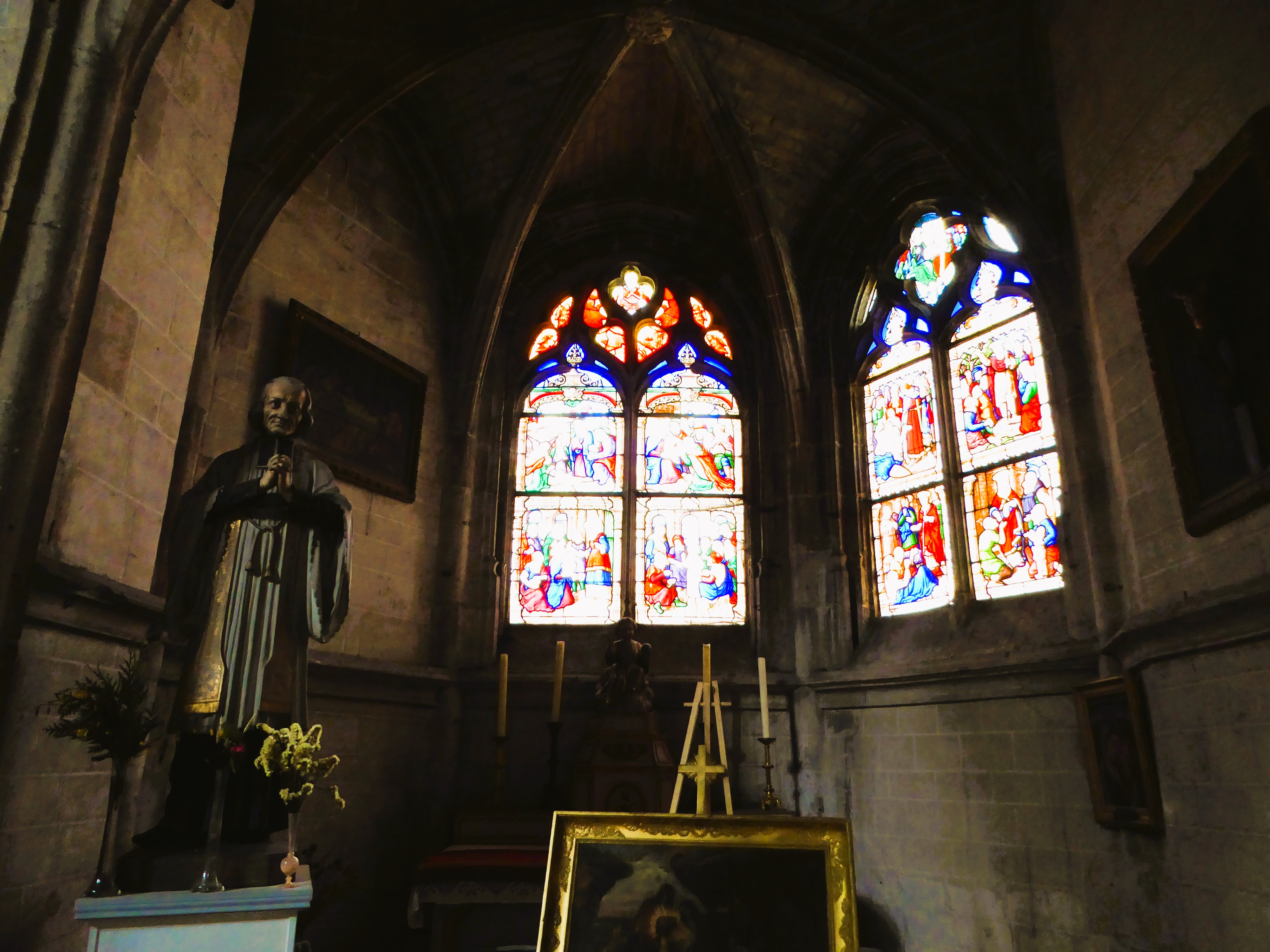
Chapelle de l'Enfant-Jésus (baies 21[7] et 19[2].)
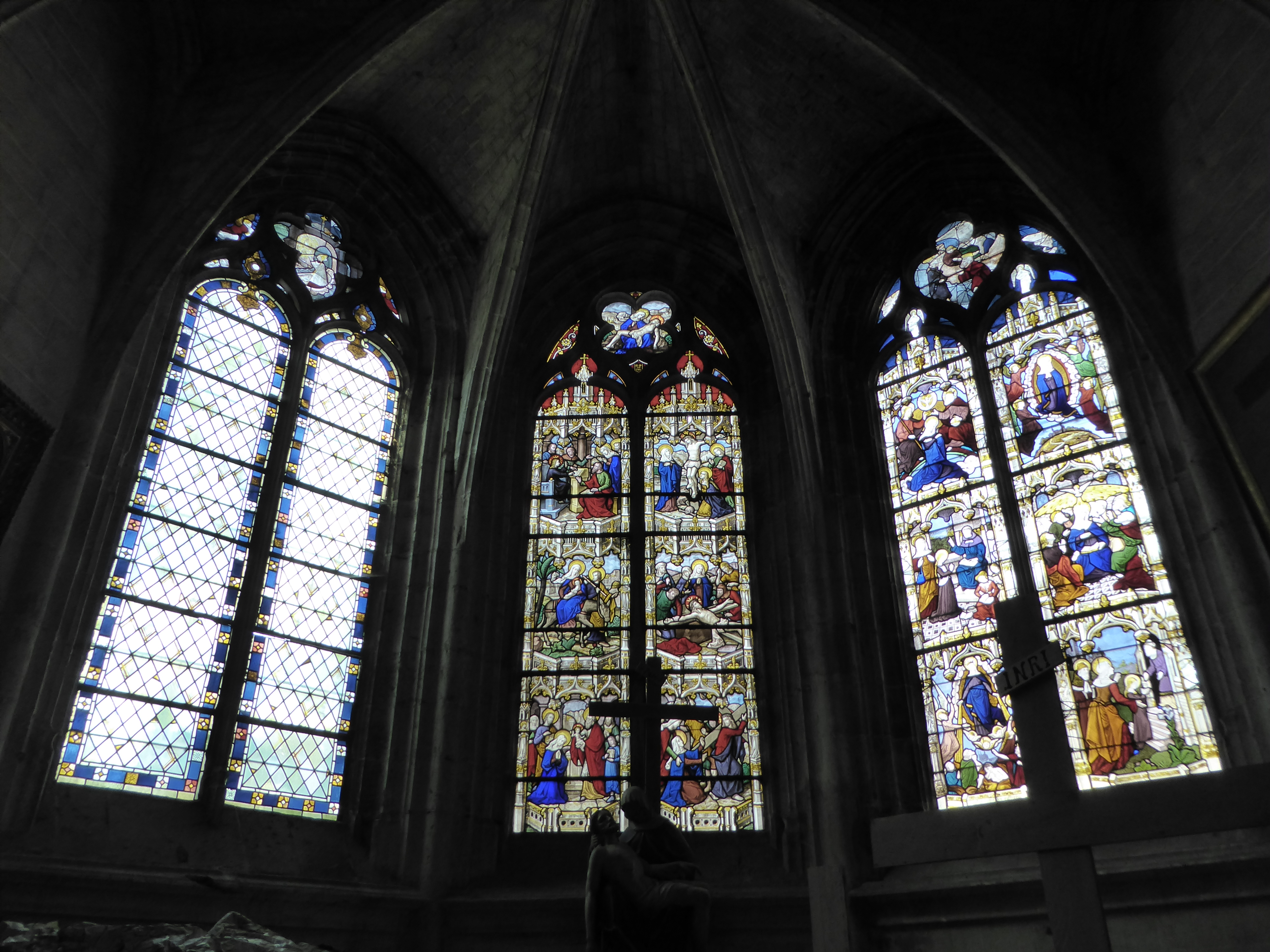
Chapelle de Notre-Dame-de-Pitié (baies 17[4], 15 et 13[8]).
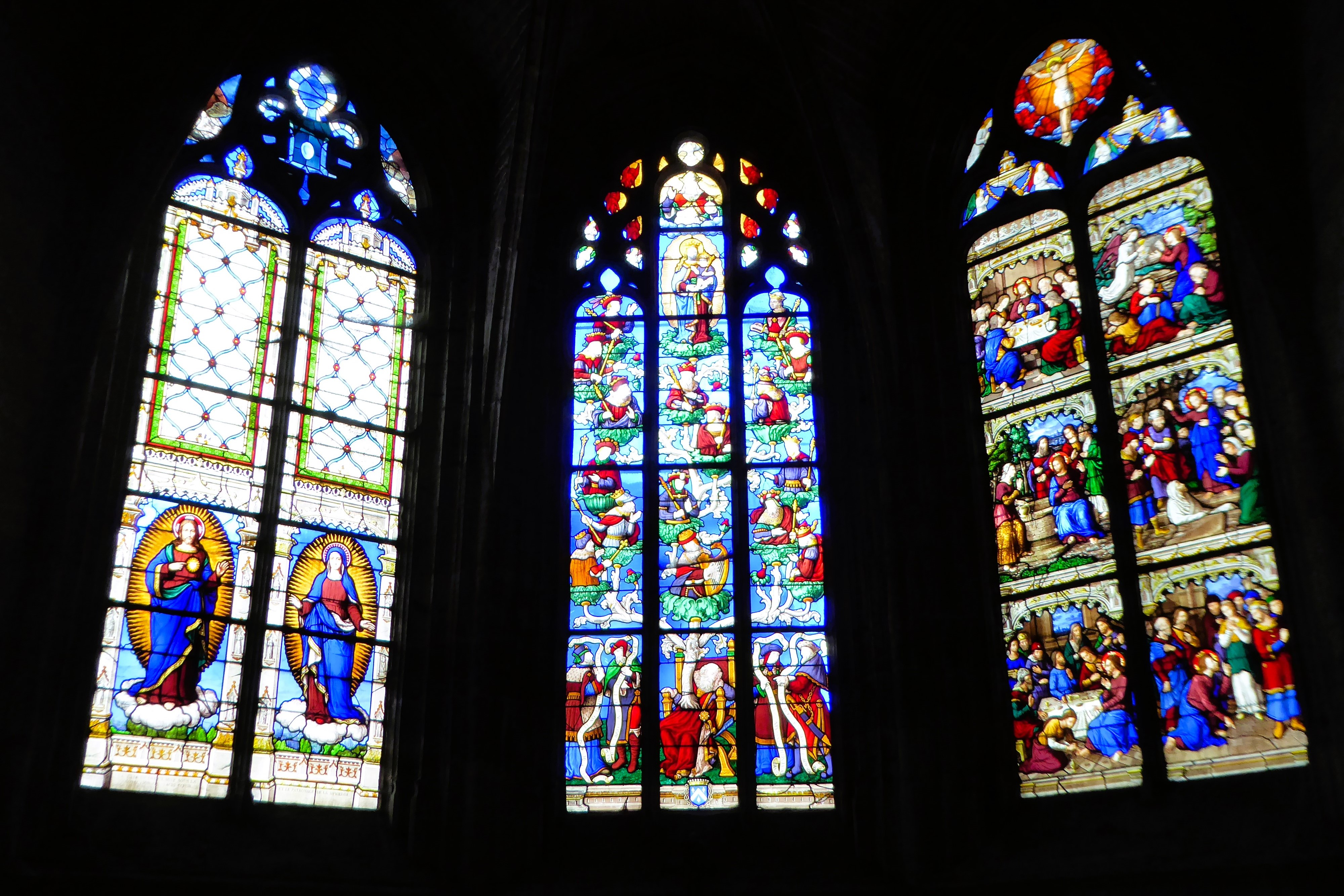
Chapelle du Sacré-Cœur (baies 11[2], 9 et 7).

N.B. : les numéros de baies sont définis dans le cadre du Corpus vitrearum ; seuls les numéros portant une référence sont classées monuments historiques, cette dernière renvoyant à la fiche Palissy correspondante.

#### Chapelle axiale
De même qu'à Saint-Pierre de Chartres, la chapelle axiale est dédiée à la Vierge Marie. Sept vitraux éclairent le sanctuaire, référencés de 0 à 6.

La chapelle axiale de la Vierge (de gauche à droite)
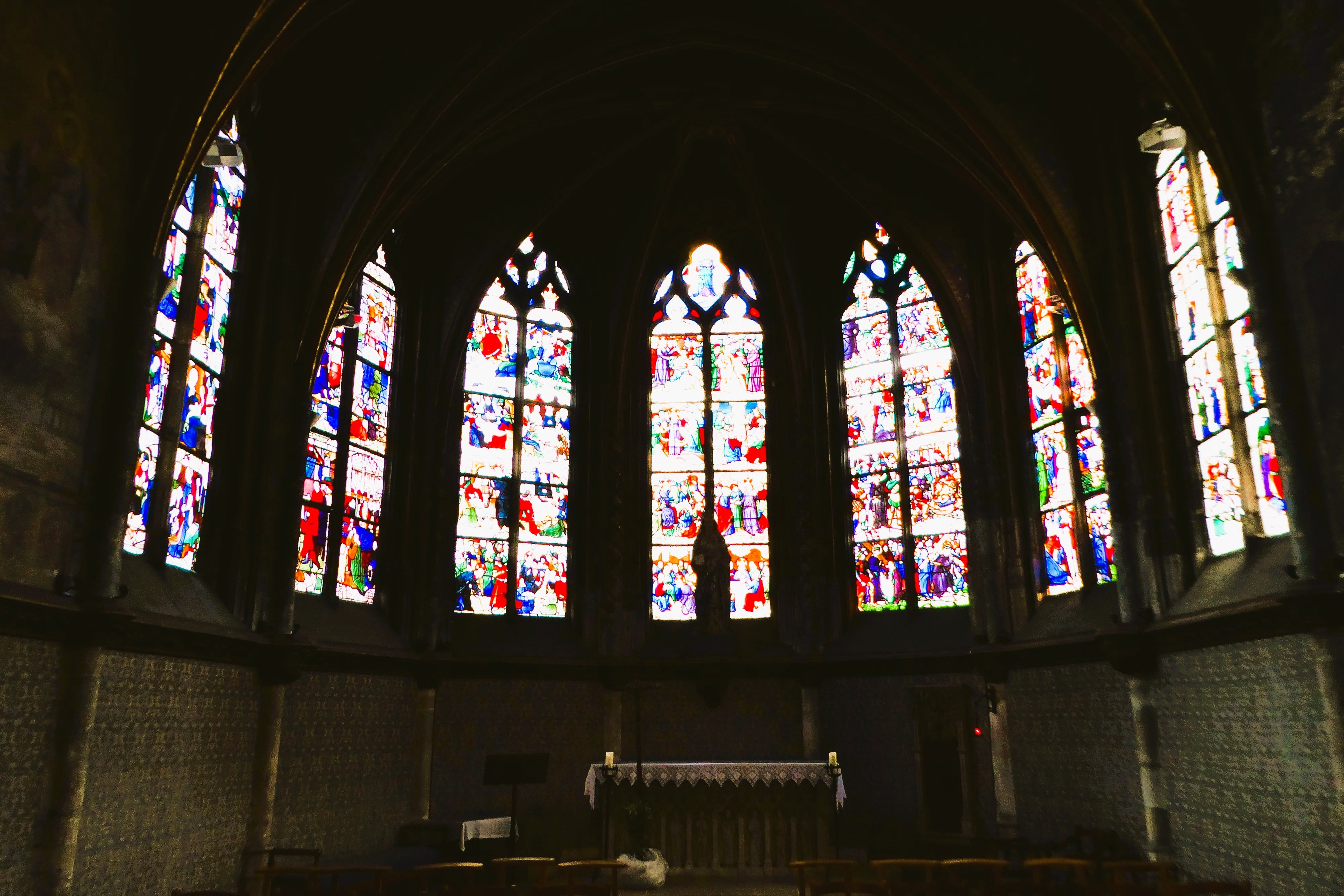
Vue générale.
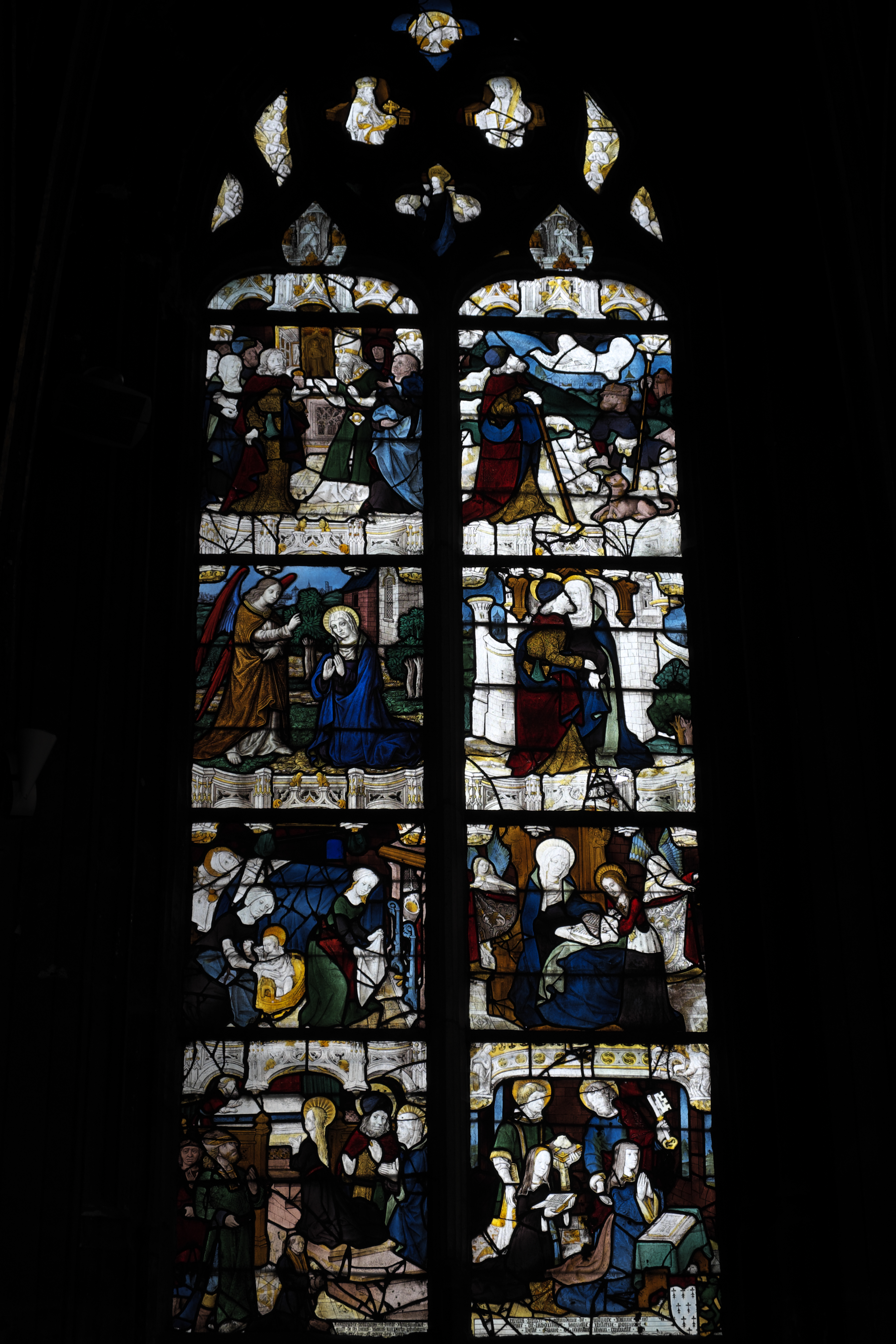
Scènes de la vie de la Vierge (baie 5)[8].
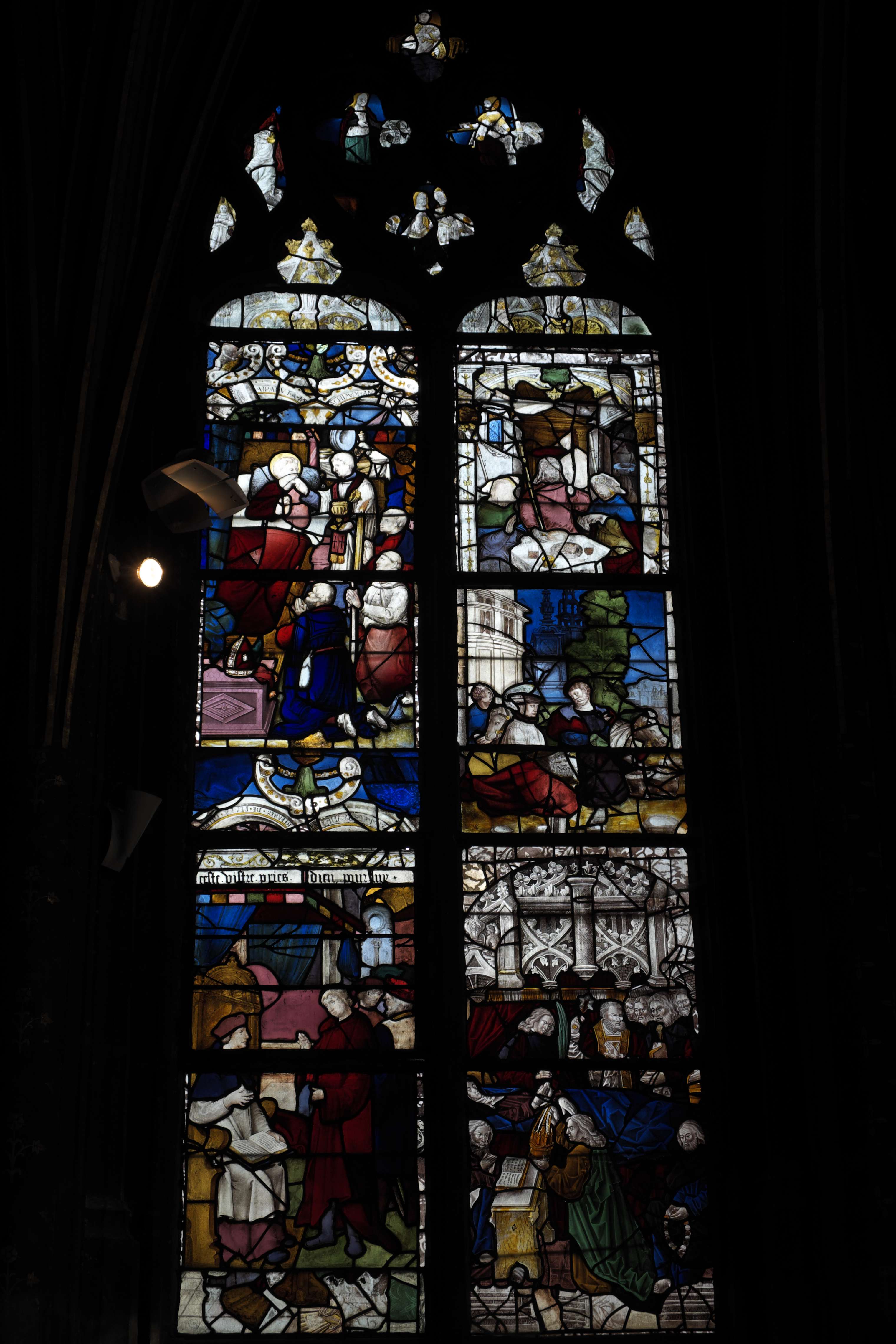
Scènes de la vie de la Vierge (baie 3)[8].
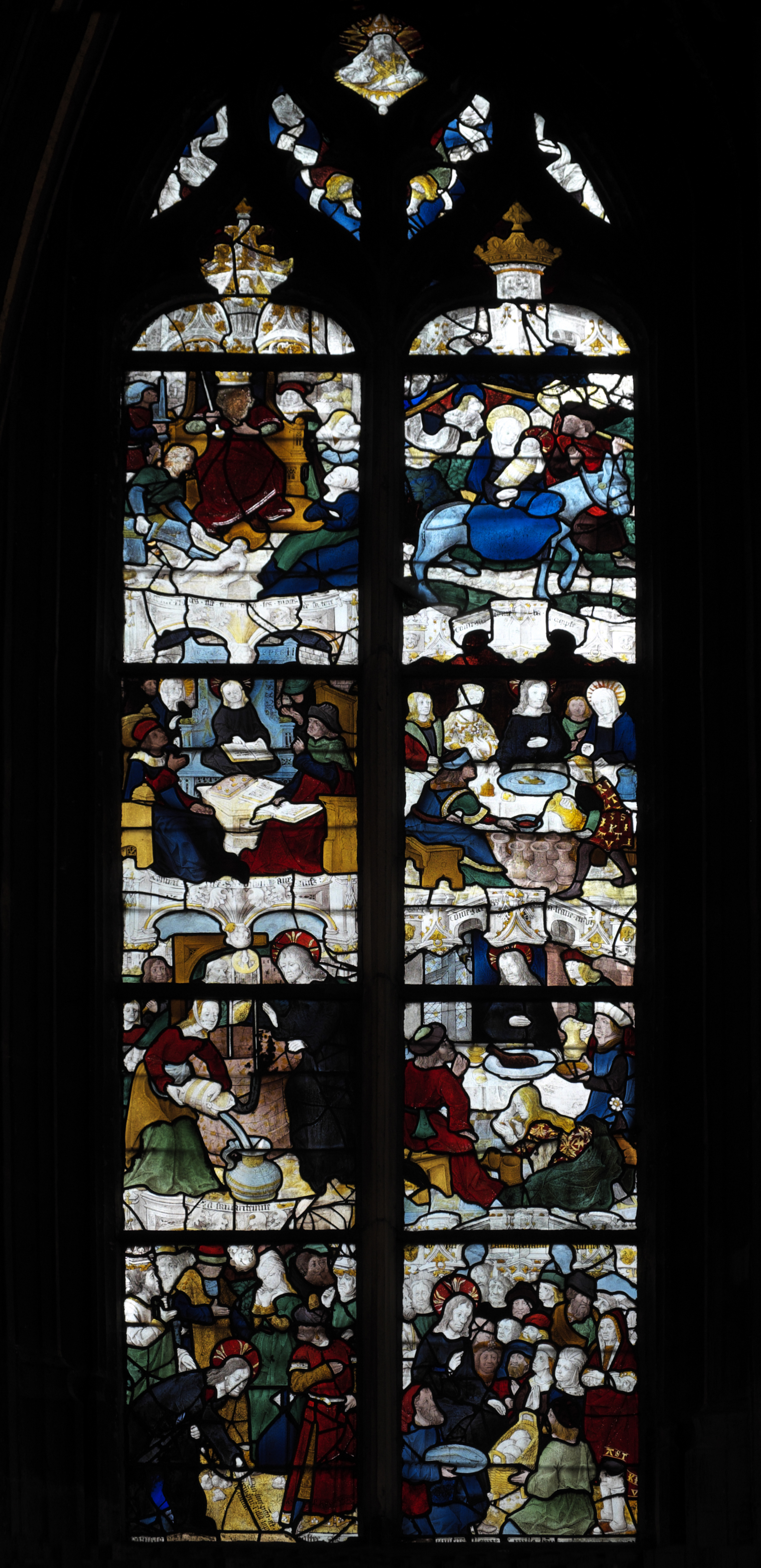
Scènes de la vie du Christ (baie 1)[9].
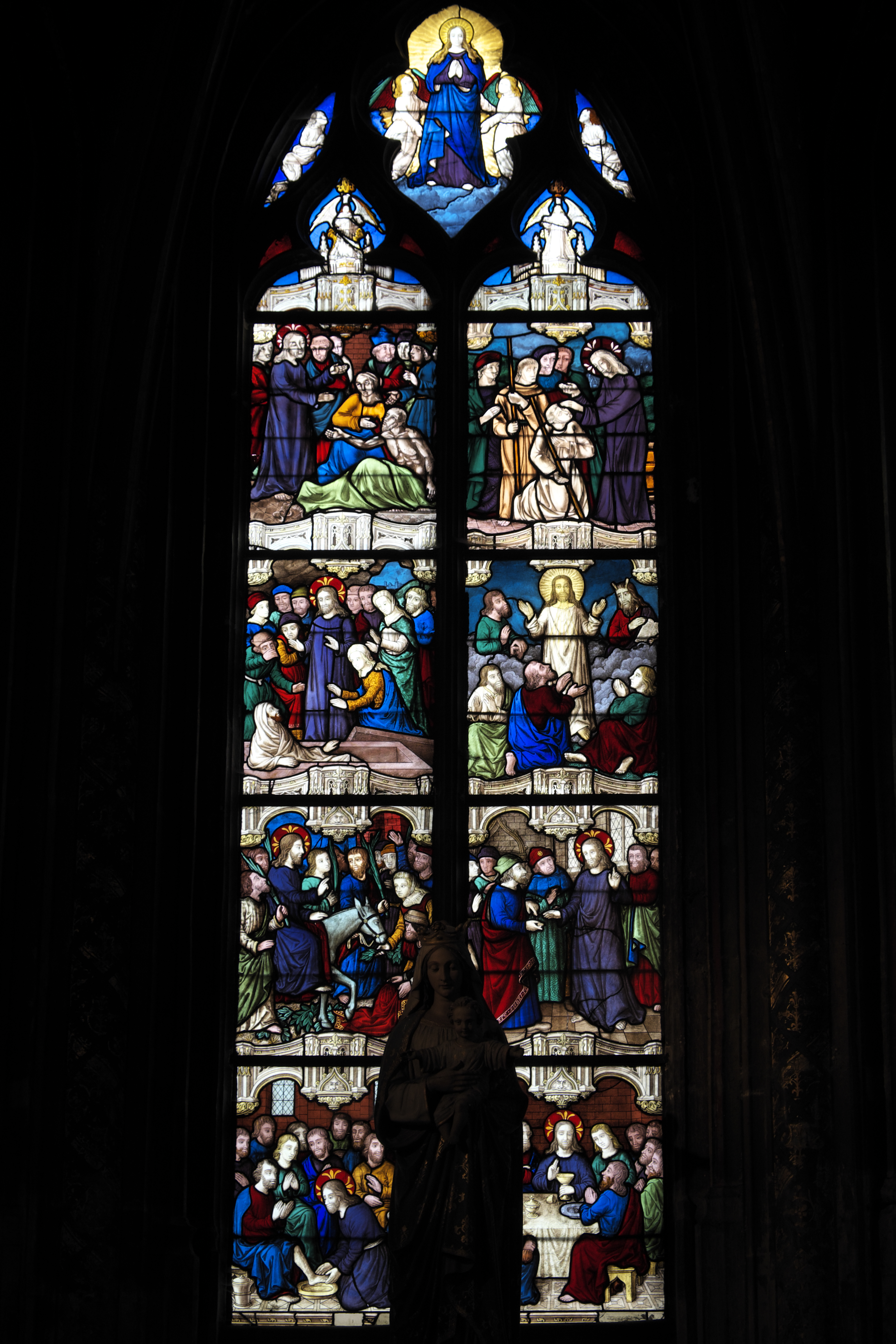
Scènes de la vie du Christ, Eugène Moulin, 1857 (baie 0).
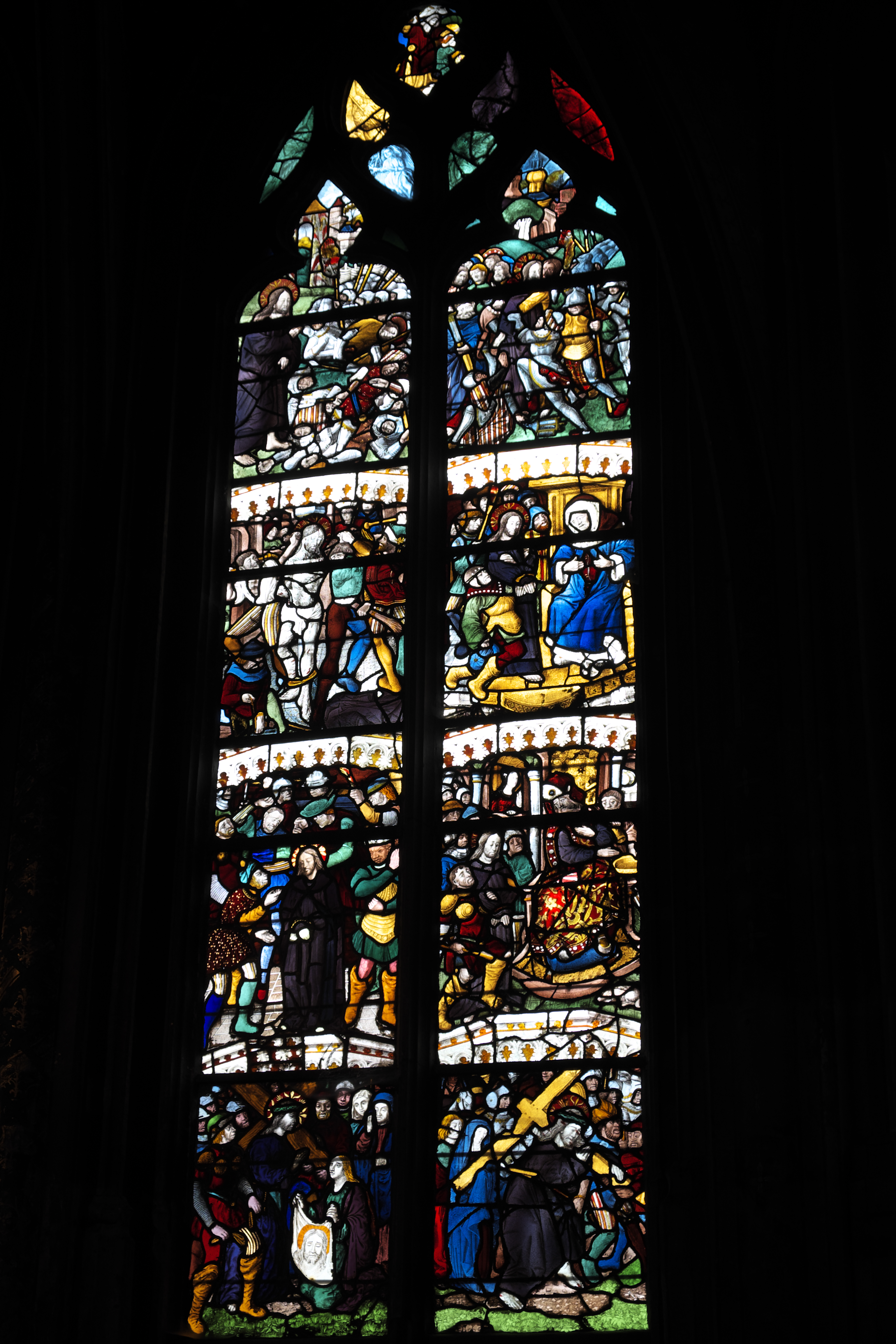
Scènes de la vie du Christ (baie 2)[7].
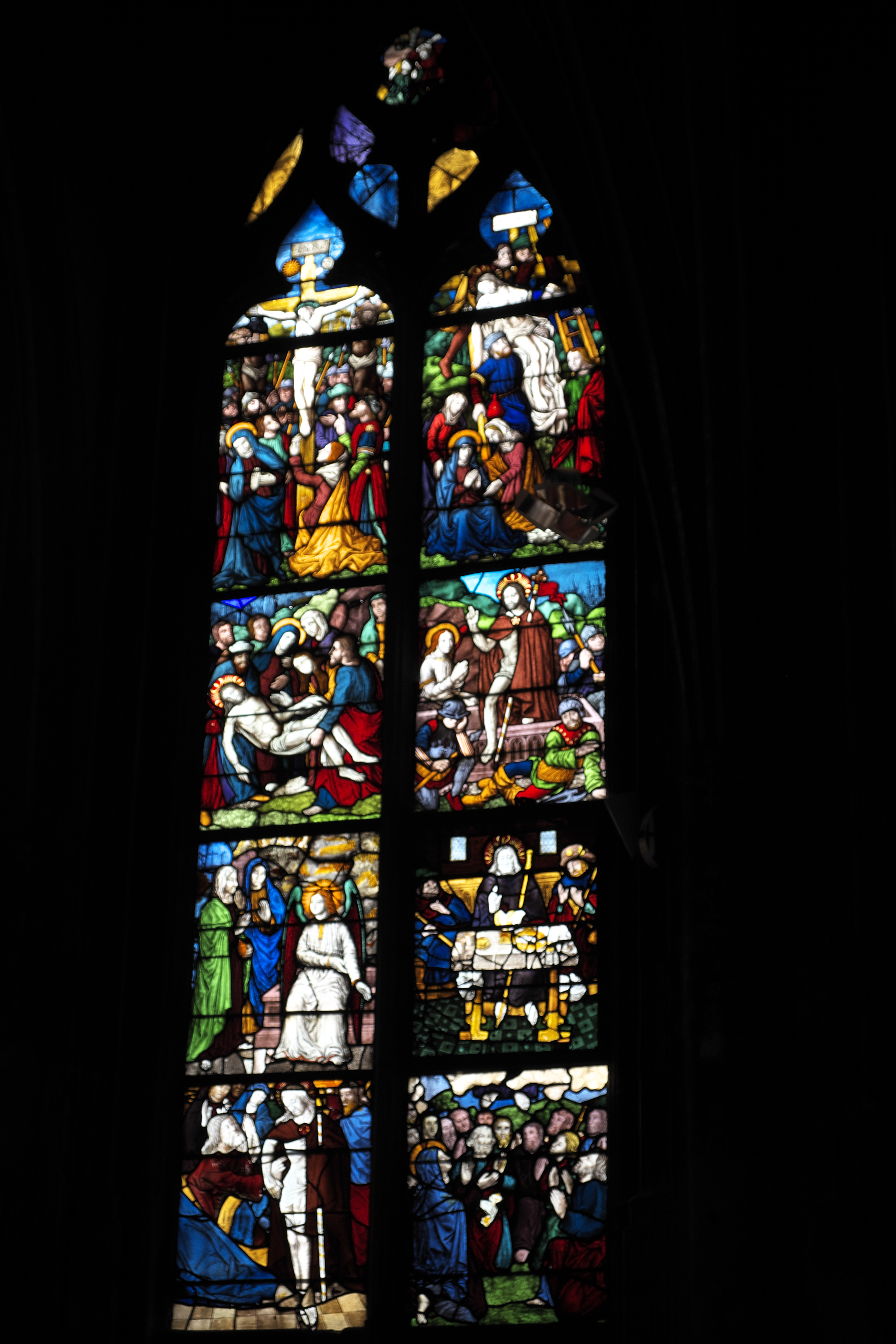
Scènes de la vie du Christ (baie 4)[7].
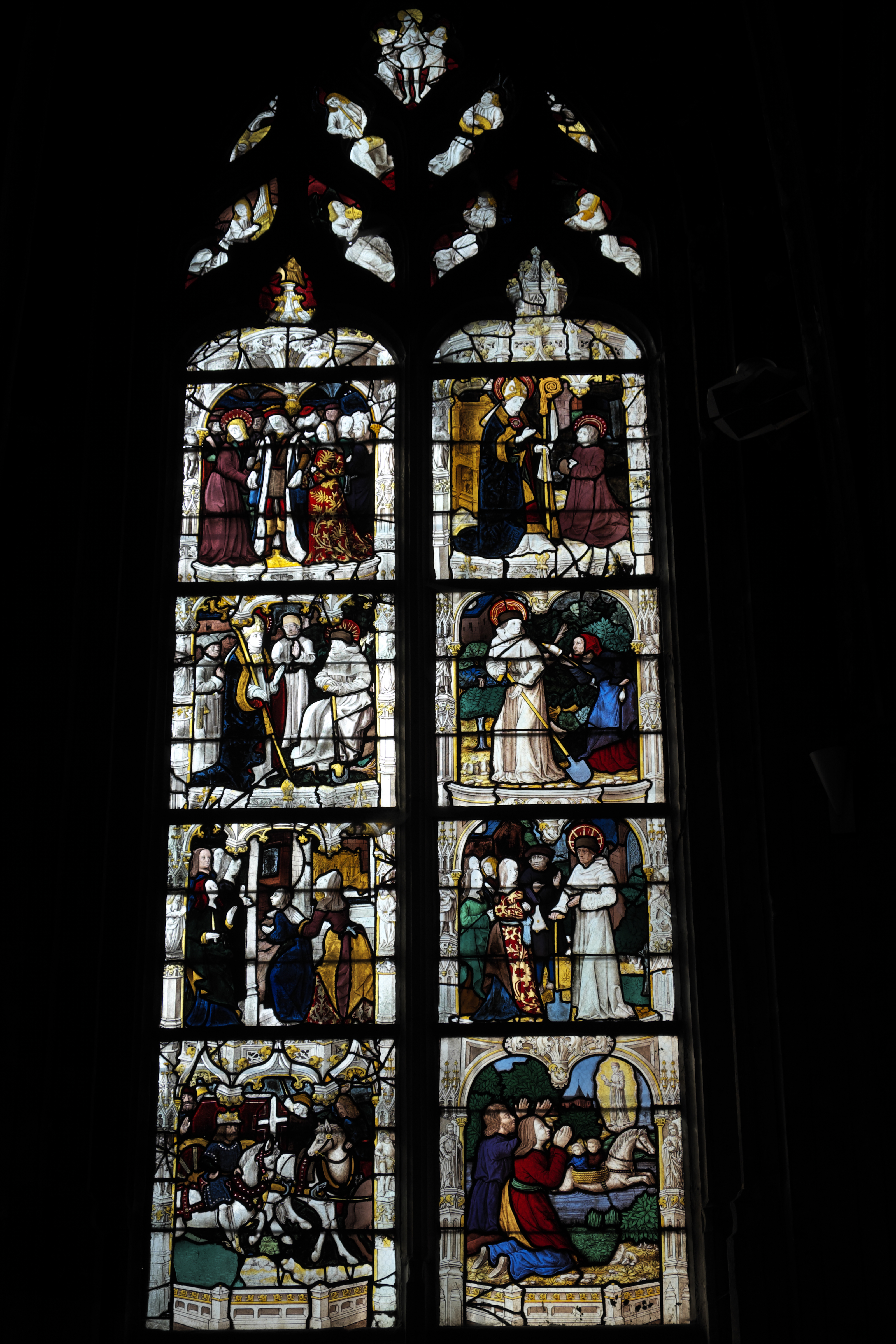
La légende de saint Fiacre (baie 6)[3].

#### Chapelles sud
En provenance de la chapelle axiale, sont disposées la chapelle absidiale de Sainte-Ève de Dreux, la chapelle de Saint-Joseph, la chapelle Saint-Étienne, la chapelle Sainte-Philomène, la chapelle des saints Crépin et Crépinien et la chapelle Saint-Martin.

Chapelles sud
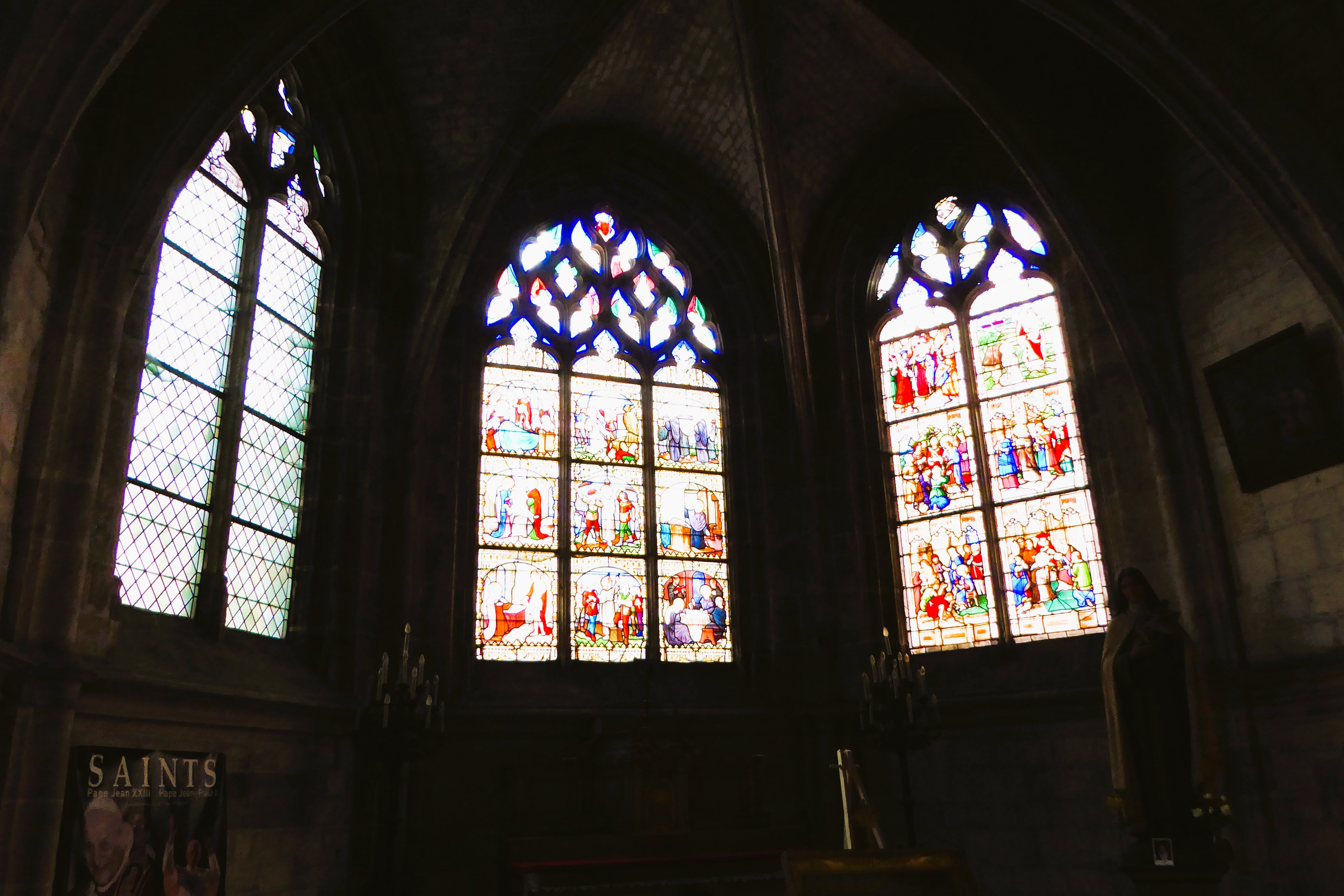
Chapelle de Sainte-Ève de Dreux (baies 8[4], 10, 12[2]).
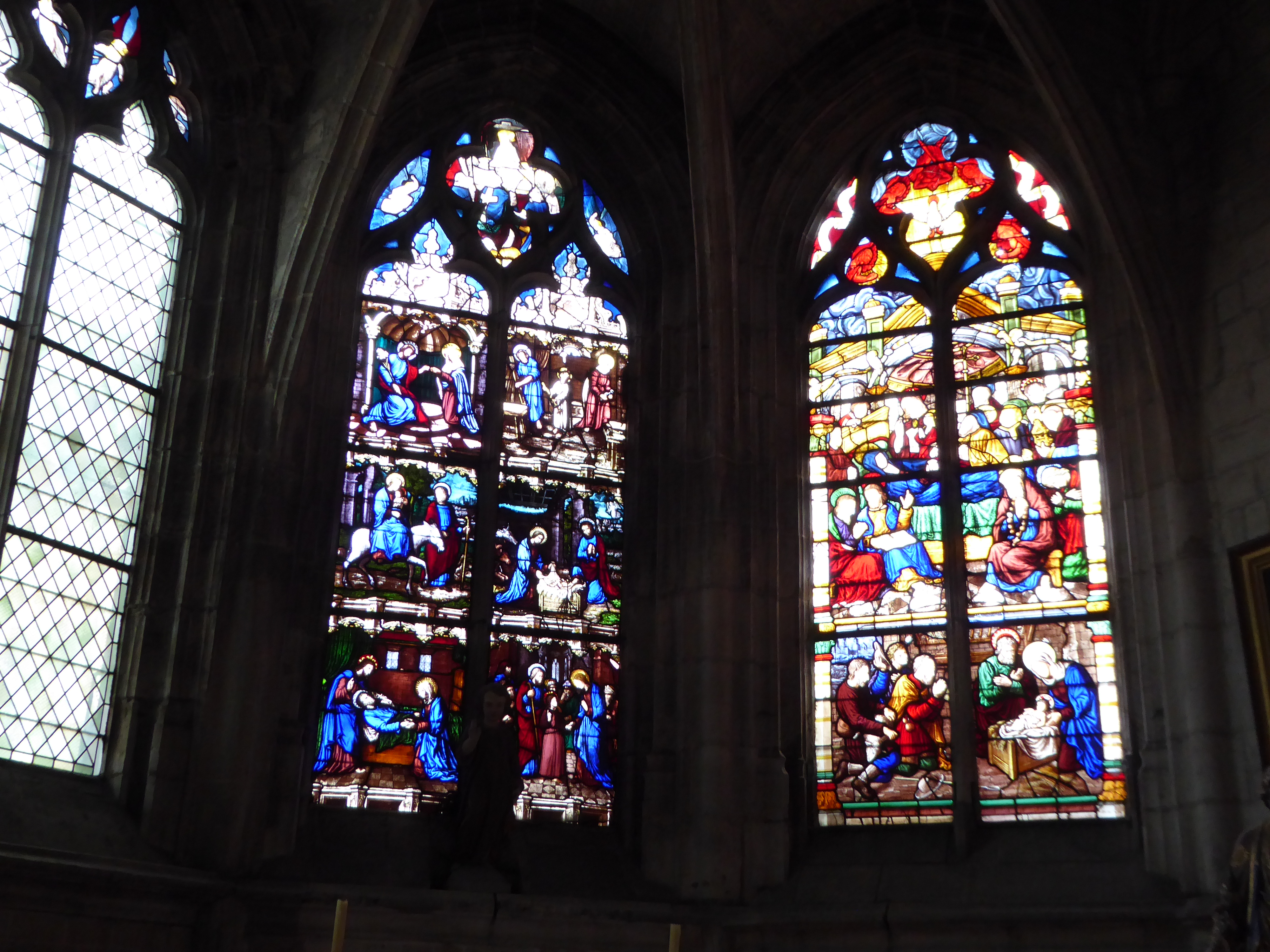
Chapelle de Saint-Joseph (baies 14[4], 16[7], 18[8]).
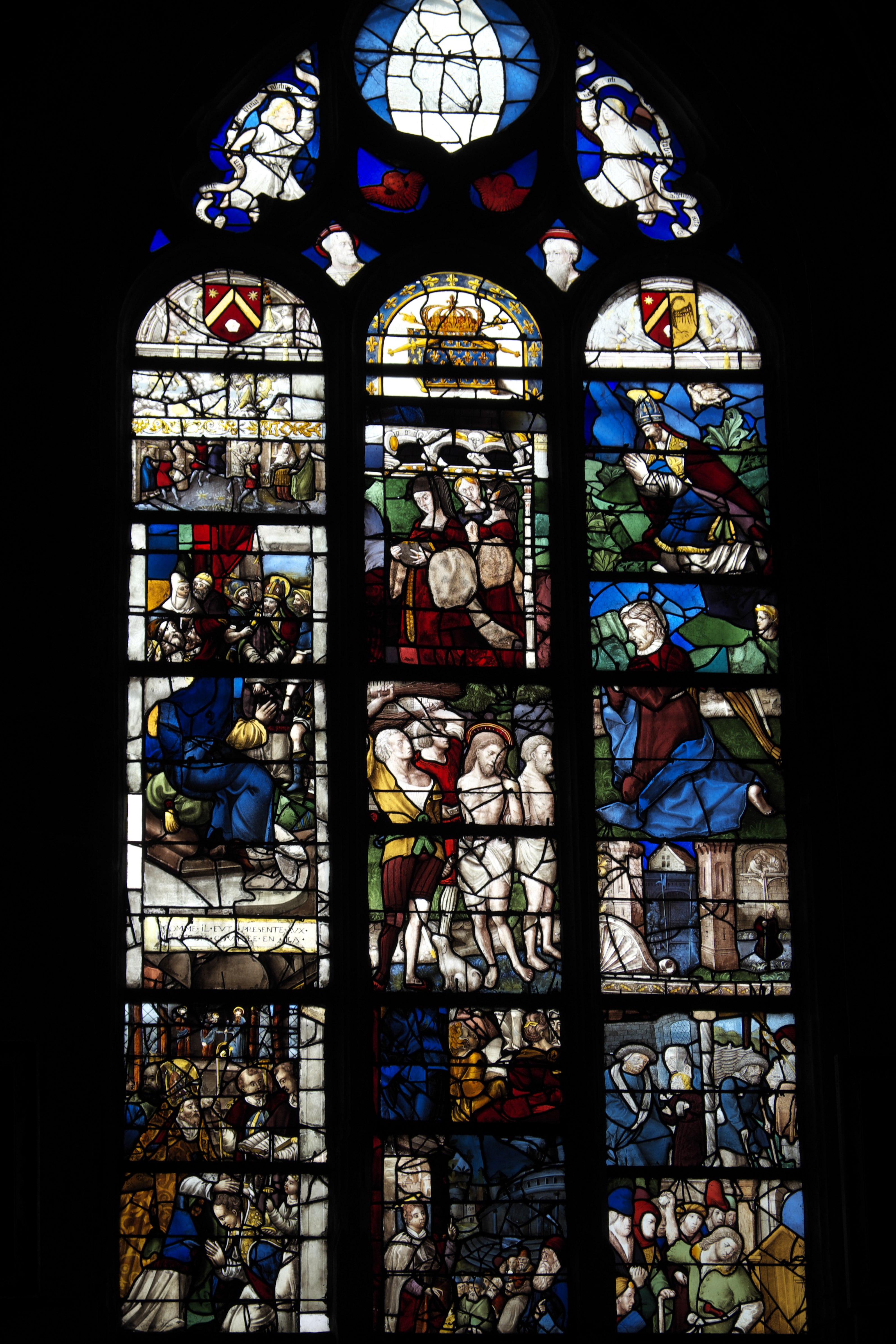
Chapelle Saint-Étienne vitrail de fragments (baie 20)[10].
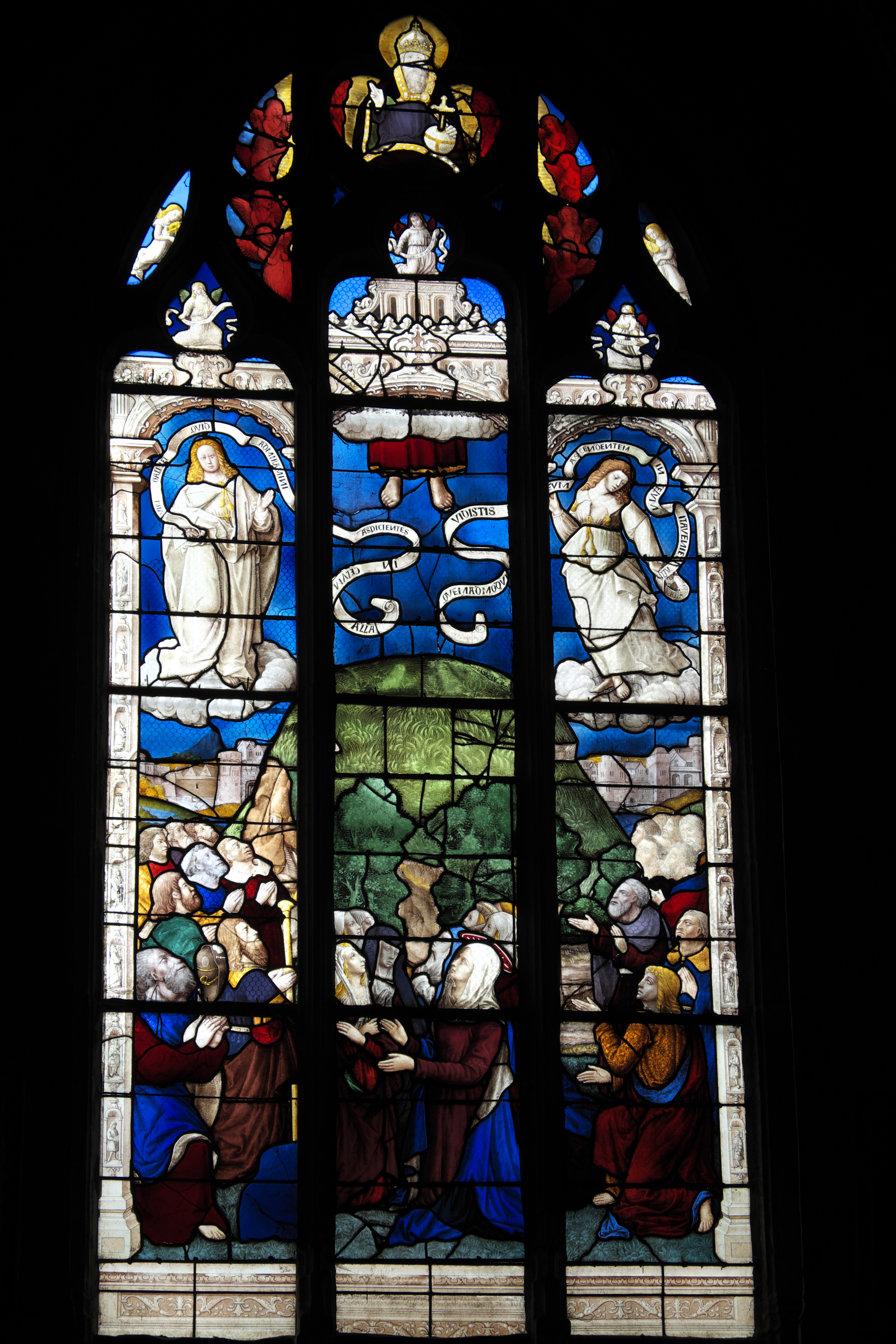
Chapelle Sainte-Philomène vitrail de l'Ascension (baie 22)[7].
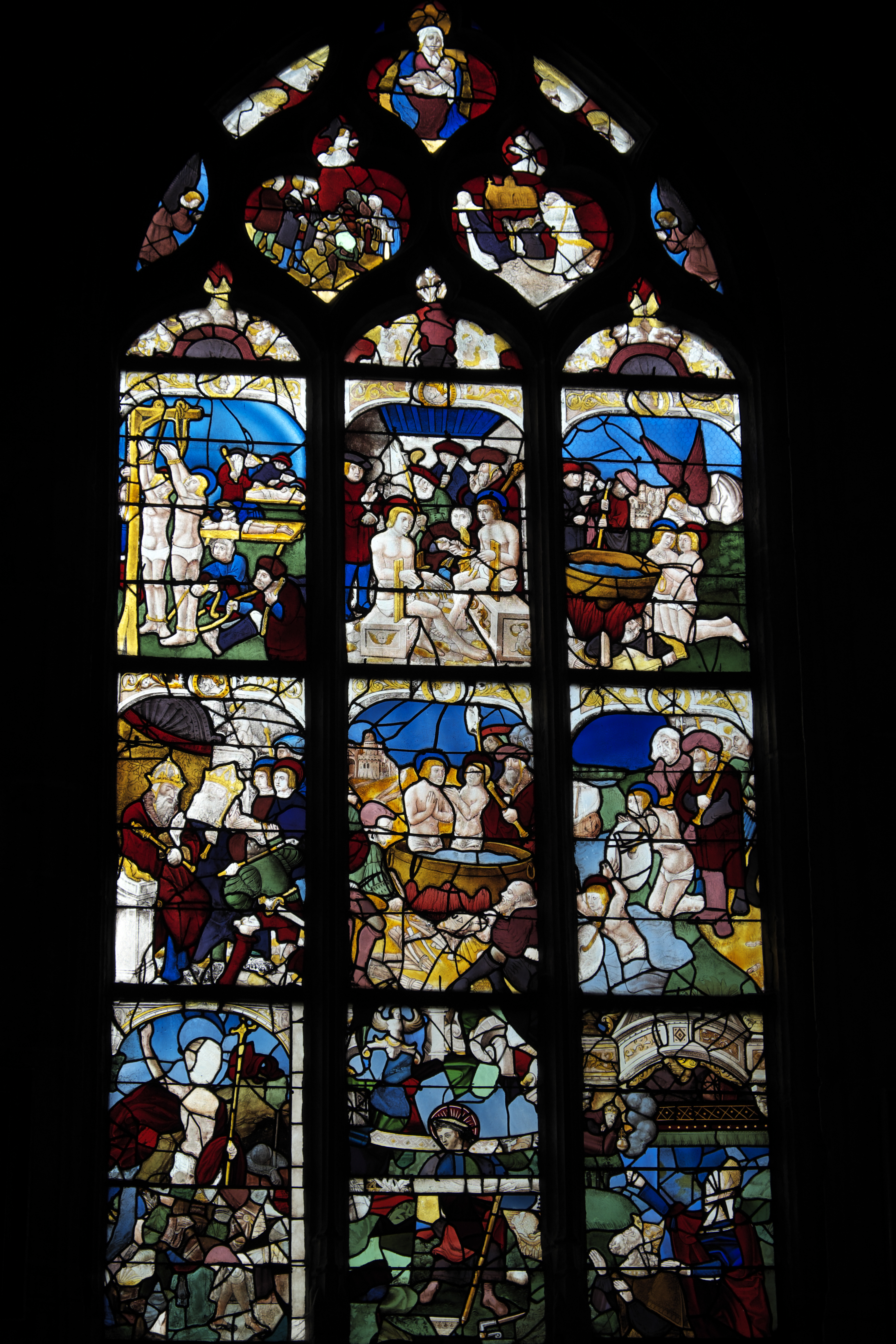
Vitrail des saints Crépin et Crépinien (baie 24)[10].
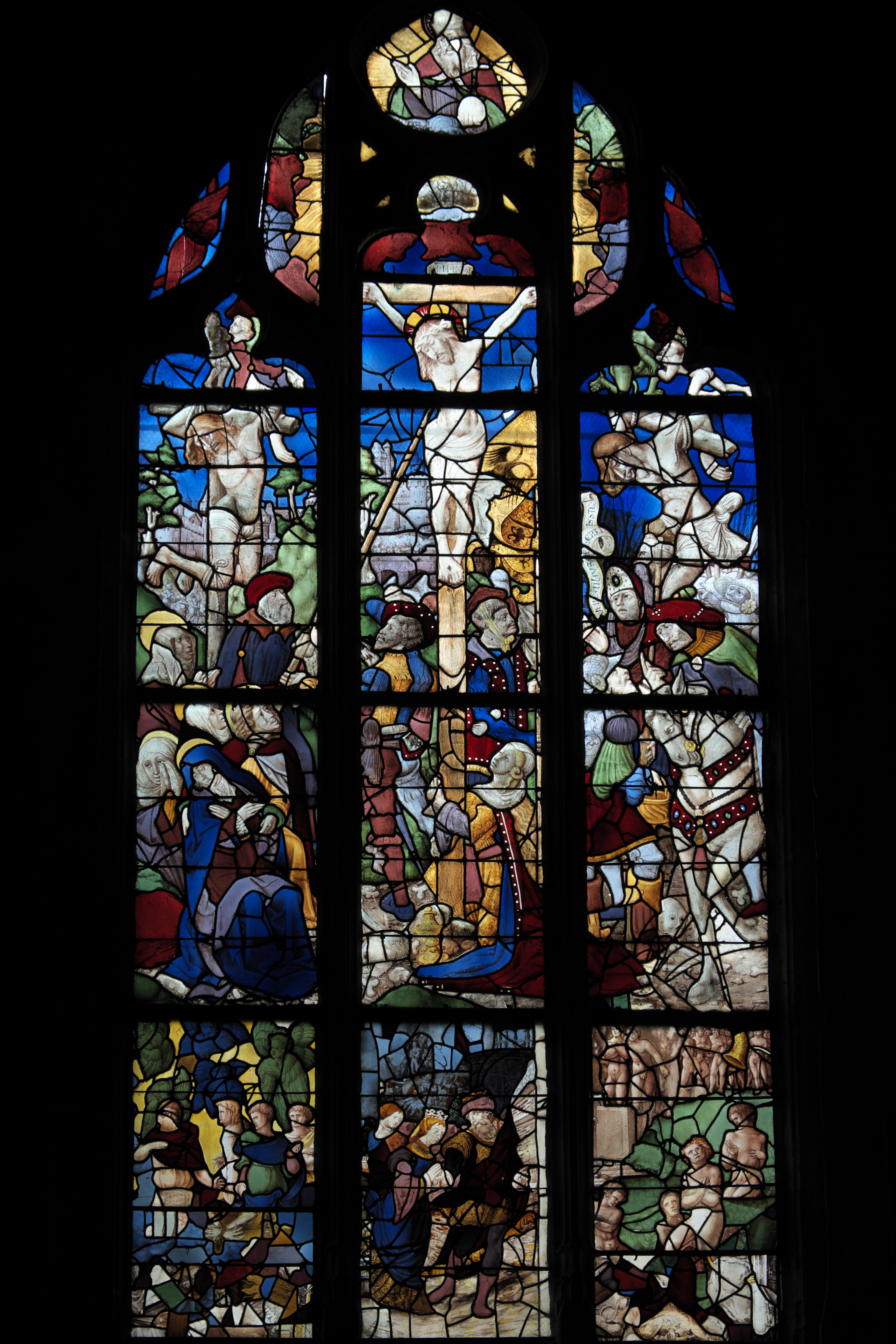
Chapelle Saint-Martin vitrail du Christ en croix (baie 26)[7].

### Vitraux
Les vitraux monuments historiques sont au nombre de trente-neuf, dont treize dans la partie supérieure de l'édifice : sept dans le chœur (no 100 à 106), et six dans la nef (no 117, 119 à 122, 124). Les vingt-six autres sont répartis entre les collatéraux et le déambulatoire.

#### Vitraux duXIXesiècle
Les vitraux du XIXe siècle se situent dans le bas-côté nord. Ils sont l’œuvre d'Eugène Moulin de Dreux, des ateliers Lorin de Chartres et de Küchelbecker-Jacquier du Mans. Ces ateliers ont également restauré ou complété certains vitraux anciens du XVe ou XVIe siècle. Pour ces dernières activités, il convient de citer également l'atelier Duhamel-Marette d’Évreux, notamment pour les lancettes de la baie 23 de la chapelle Sainte-Clotilde.

Vitraux du XIXe siècle
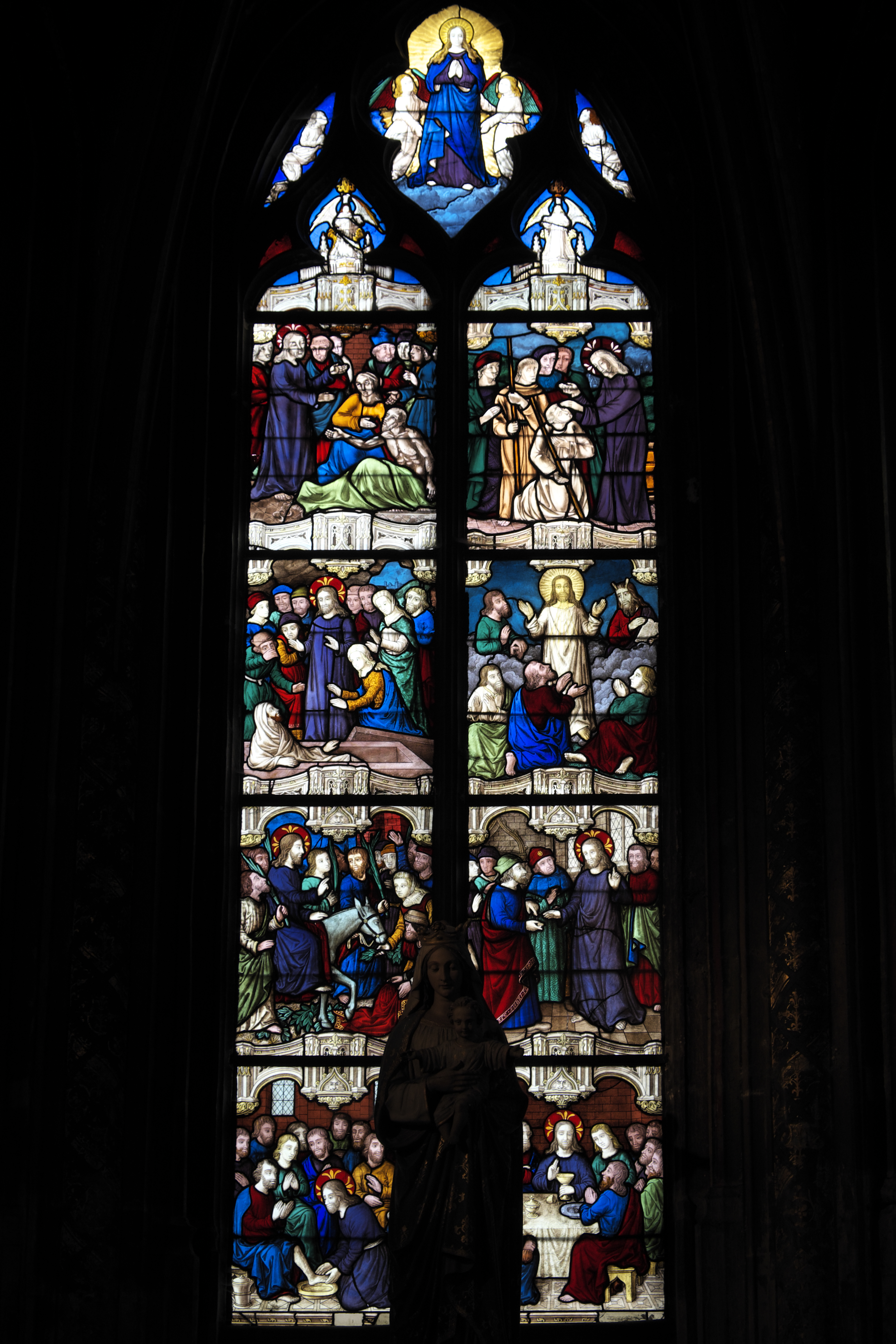
1857 Scènes de la vie de Jésus, Eugène Moulin (baie 000).
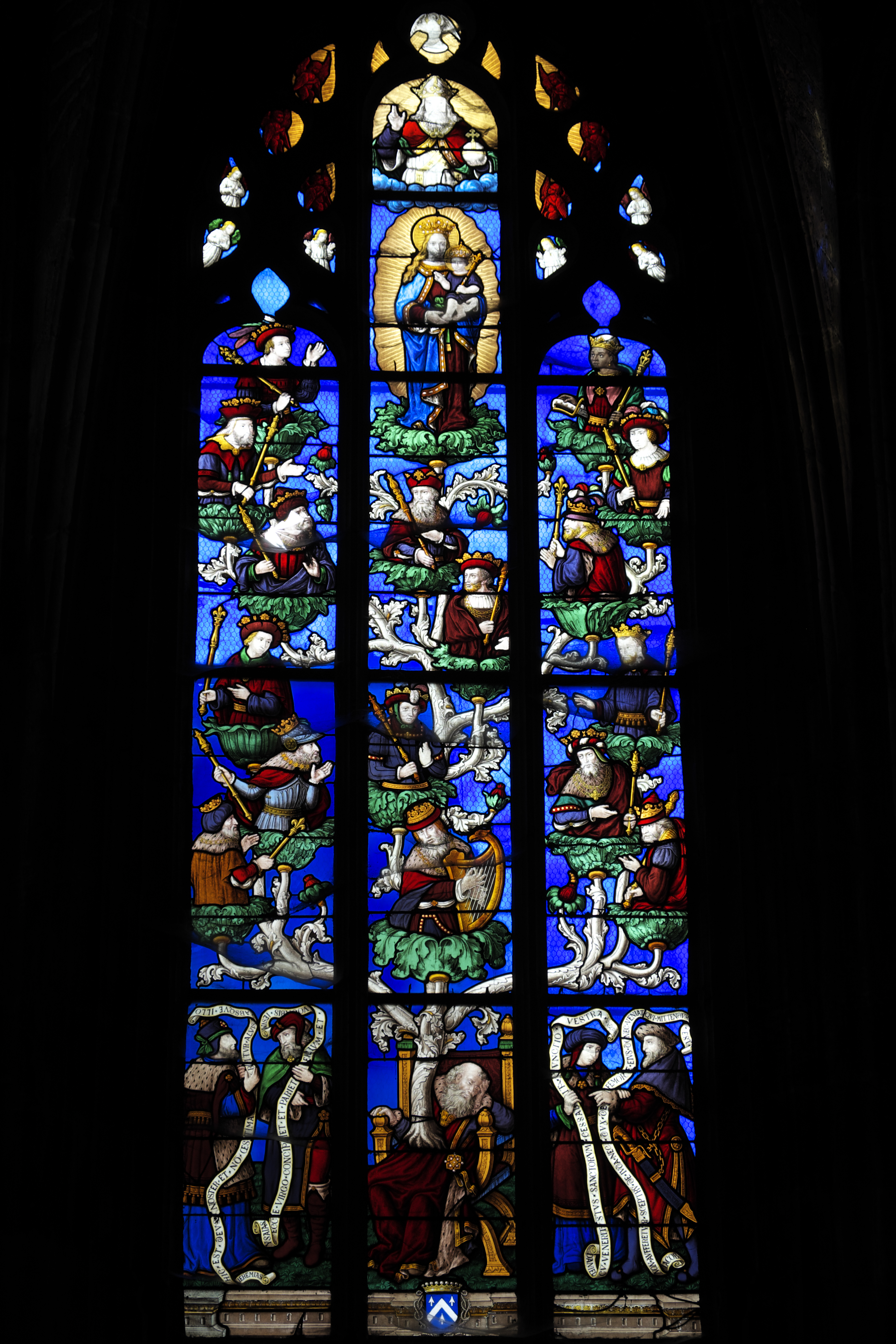
1877 Arbre de Jessé, Eugène Moulin (baie 009).
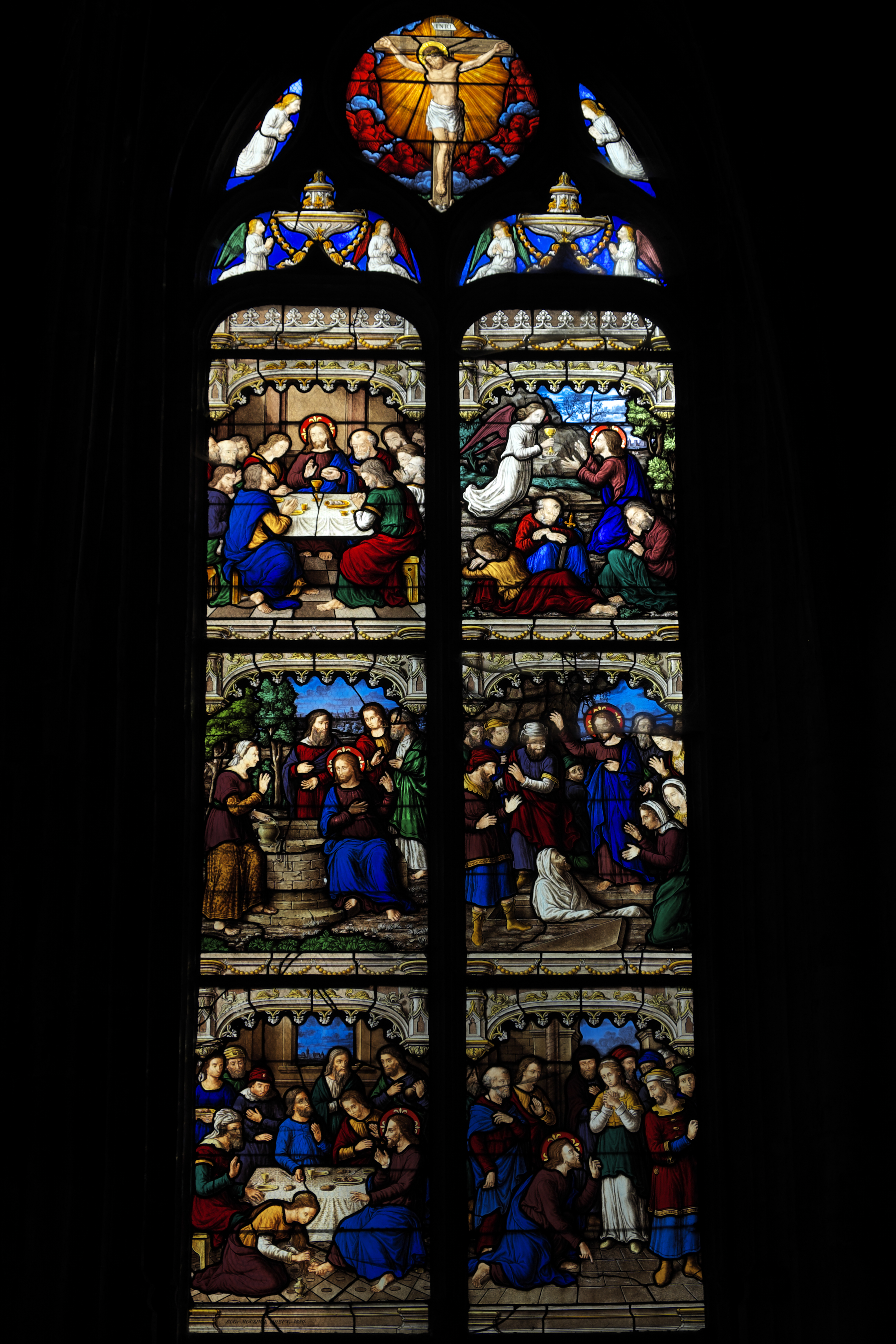
1880 Scènes de la vie de Jésus Eugène Moulin (baie 007).
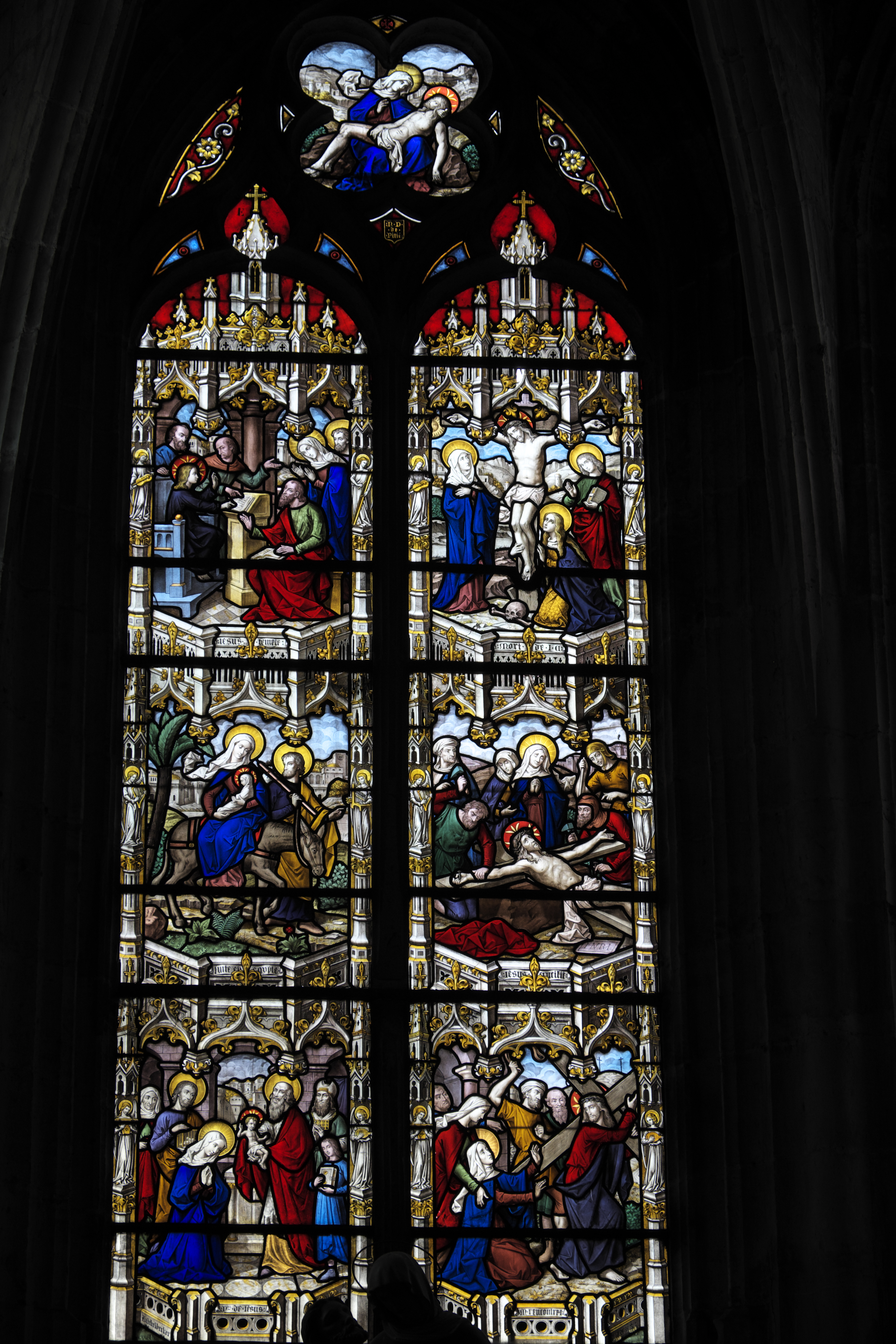
1885 Scènes de la vie de Jésus Küchelbecker-Jacquier sur Commons (baie 015).
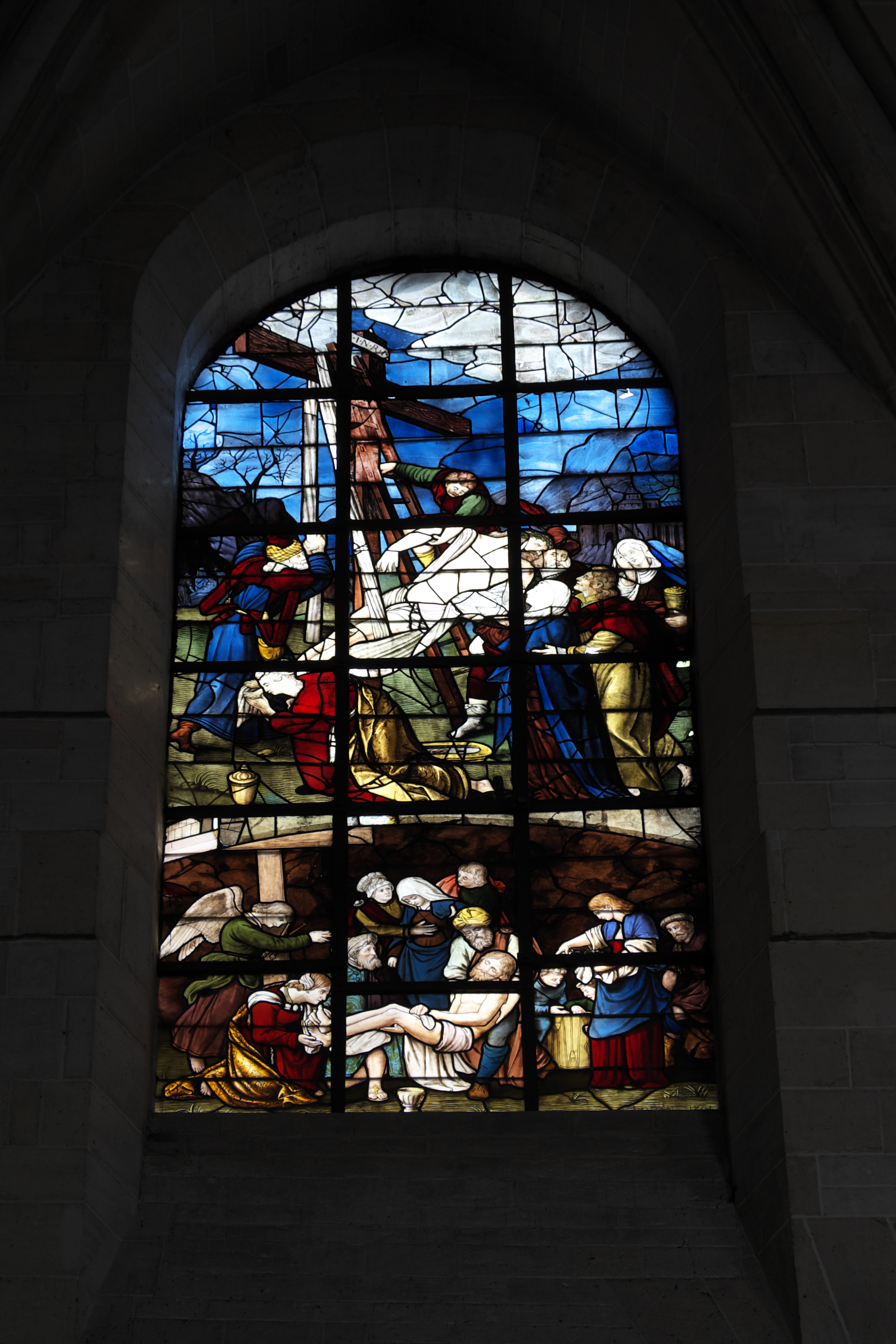
1894 Descente de Croix et Mise au tombeau, Ateliers Lorin (haut transept sud est).

### Mobilier

#### Peintures

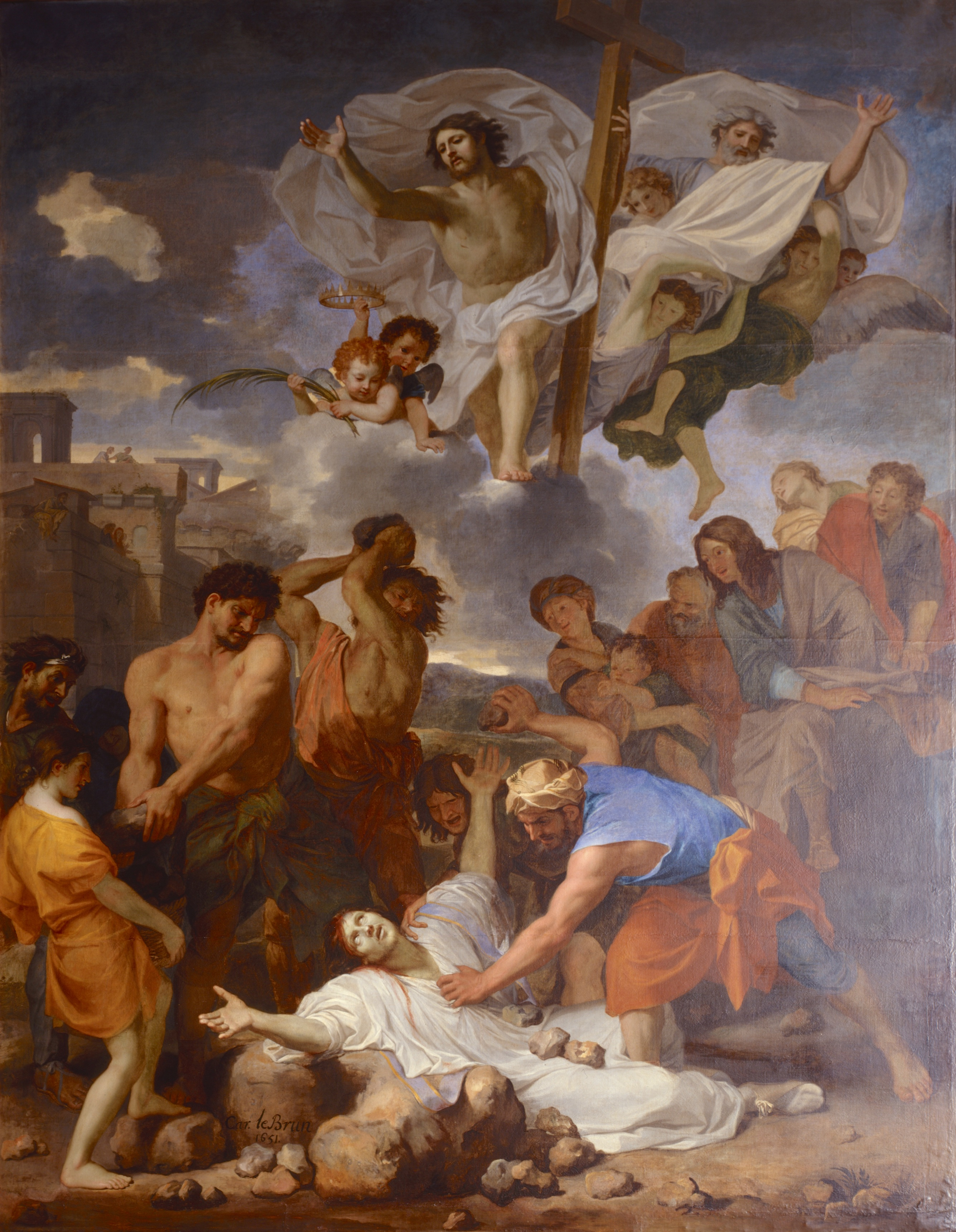
La Lapidation de saint Étienne de Charles Le Brun, Notre-dame de Paris.

- vingt-cinq tableaux sont répertoriés en tant qu'objets monuments historiques par le ministère de la Culture français[1], dont :
  - Christ en croix en trompe-l’œil, 90 × 49 cm, XVIIIe siècle, chapelle du Sacré-Cœur ; donne l'impression d'un Christ en ivoire, cadre sculpté des instruments de la Passion et de l'agneau pascal[15] ;
  - La Fuite en Égypte, 100 × 70 cm, XVIIIe siècle, chapelle de l'Enfant Jésus[16] ;
  - Religieuse en prière (sainte Élisabeth de Hongrie ?), école des Flandres, 120 × 180 cm, XVIIe siècle, chapelle Saint-Crépin et Saint-Crépinien[17] ;
  - Saint Nicolas, XVIIIe siècle, chapelle du Sacré-Coeur ou des fonts baptismaux[18] ;
  - L'Ensevelissement du Christ dans le Sépulcre, limite XVIe et XVIIe siècles, chapelle Saint-Crépin et Saint-Crépinien ou Saint-Vincent[19] ;
  - Le Repas chez Simon, 330 × 280 cm, copie d'après Jean-Baptiste Jouvenet, XVIIIe siècle, bras nord du transept, mur nord[20].

- en 2019, est découverte, lors de la restauration du pilier sud de la chapelle de la Vierge, sous la peinture Présentation du rosaire à sainte Catherine et à saint Dominique datant de 1858, une peinture du XVIe siècle, qu'il a été décidé de recouvrir de façon réversible[21].

- en 2024, une copie du tableau de Charles Le Brun, La Lapidation de saint Étienne, dont l'original est à Notre-Dame de Paris, est à nouveau présent dans l'église, après une restauration totale[22].

#### Sculptures
- Chapelle du Sacré-Coeur :
  - statue de Vierge à l'Enfant, pierre polychrome, 1re moitié du XVIIe siècle,  Inscrit MH (2003)[23] ;
  - groupe sculpté Charité de saint Martin, pierre taillée, XVIe siècle,  Inscrit MH (2003)[24] ;
  - statue de sainte Catherine, bois peint (polychrome) doré, XVIe siècle,  Inscrit MH (2003)[25] ;
  - croix (crucifix), Christ en croix, bois peint (polychrome), XVIe siècle,  Inscrit MH (2003)[26] ;
  - statue de Vierge à l'Enfant, bois peint, limite XVIIIe et XIXe siècles,  Inscrit MH (2003)[27] ;

- Bas-côté nord, revers du mur du portail :
  - plaque commémorative de l'agrandissement de l'église en 1524, pierre gravée avec inscription, bordure à décor floral d'entrelacs et de rinceaux, 60 × 85 cm, vers 1524,  Classé MH (1908)[28].

- Déplacé en 2014 au musée d'Art et d'Histoire de Dreux :
  - chapiteau transformé en bénitier, les saintes femmes au tombeau, pierre taillée, décor en haut relief, hauteur 45 cm, largeur 66 cm, profondeur 41 cm, milieu XIIe siècle, provient de l'ancienne collégiale Saint-Étienne de Dreux,  Classé MH (1906)[29].

## Paroisse et doyenné
L'église Saint-Pierre de Dreux fait partie de la paroisse Saint Étienne en Drouais, rattachée au doyenné du Drouais.